# 잠

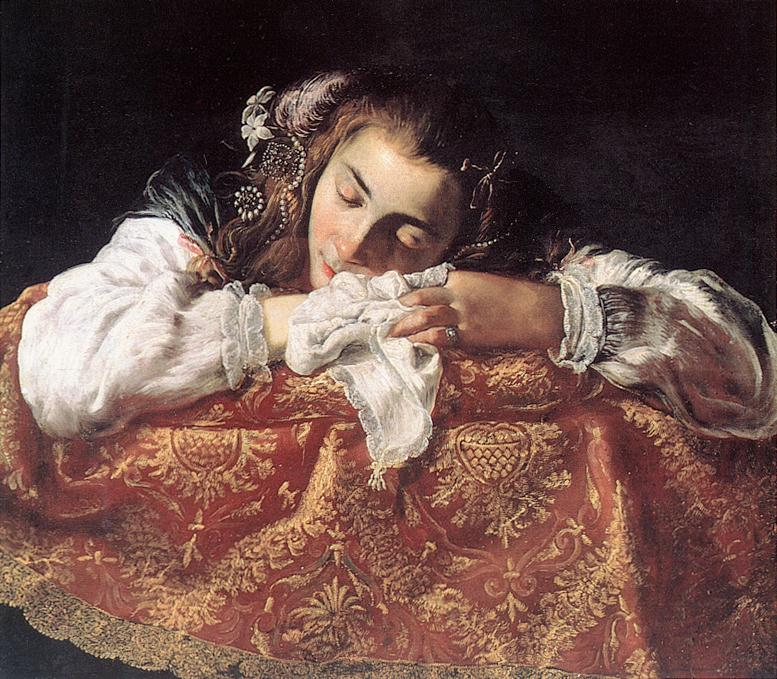
잠자는 소녀, 도메니코 페티, c. 1615

잠(영어: Sleep) 또는 수면(睡眠)은 은 정신적, 신체적 활동이 감소하고 의식이 변화하며 특정 감각 활동이 억제되는 상태이다. 잠을 자는 동안 근육 활동과 주변 환경과의 상호작용은 현저히 감소한다. 잠은 자극에 반응하는 능력 면에서 각성 상태와 다르지만, 여전히 활동적인 뇌 패턴을 포함하고 있어 혼수상태나 의식 장애보다 반응성이 높다.
잠은 반복적인 주기로 발생하며, 이 기간 동안 신체는 두 가지 별개의 모드, 즉 렘수면 (REM)과 비렘수면 (non-REM) 사이를 오간다. 렘(REM)은 "급속 안구 운동"을 의미하지만, 이 수면 모드는 신체의 가상 마비를 포함한 다른 여러 측면을 가지고 있다. 꿈은 특정 수면 단계에서 보통 마음 속에 비자발적으로 발생하는 이미지, 생각, 감정 및 감각의 연속이다.
잠을 자는 동안, 신체의 대부분 계통은 동화작용 상태에 있어 면역, 신경계, 뼈대, 근육계를 회복하는 데 도움이 된다. 이러한 과정은 기분, 기억, 인지 기능을 유지하는 데 필수적이며, 내분비계 및 면역계 기능에 큰 역할을 한다. 내부 생체 시계는 밤에 어두워지면 매일 잠을 촉진한다. 잠의 다양한 목적과 메커니즘은 상당한 연구가 진행 중인 주제이다. 잠은 동물 진화 과정에서 고도로 보존된 행동이며, 수억 년 전으로 거슬러 올라가 뇌가 노폐물을 청소하는 수단으로 시작되었을 가능성이 높다. 중요한 돌파구로, 연구자들은 아밀로이드 제거를 포함한 뇌 세척이 잠의 핵심 목적일 수 있음을 발견했다.
인간은 불면증, 과다수면, 기면증, 수면 무호흡증과 같은 수면이상증; 몽유병과 렘 수면 행동장애와 같은 사건수면; 이 갈이; 그리고 활동일 주기 수면 장애를 포함한 다양한 수면 장애로 고통받을 수 있다. 인공 조명의 사용은 인류의 수면 패턴을 상당히 변화시켰다. 인공 조명의 일반적인 원천은 실외 조명과 스마트폰 및 텔레비전과 같은 디지털 기기의 화면으로, 낮에 흔히 볼 수 있는 형태의 블루라이트를 다량 방출한다. 이는 멜라토닌 호르몬 분비를 방해하여 수면 주기를 조절하는 데 필요한 과정을 방해한다.

## 생리학
잠에서 가장 두드러지는 생리적 변화는 뇌에서 일어난다. 뇌는 각성 상태에 있을 때보다 잠을 잘 때 훨씬 적은 에너지를 사용하며, 특히 비렘수면 동안 그러하다. 활동이 감소한 영역에서 뇌는 단기 에너지 저장 및 운반에 사용되는 분자인 아데노신 삼인산 (ATP)의 공급을 회복한다. 조용히 깨어 있을 때 뇌는 신체 에너지 사용량의 20%를 담당하므로, 이러한 감소는 전반적인 에너지 소비에 눈에 띄는 영향을 미친다.
잠은 감각 역치를 증가시킨다. 다시 말해, 잠자는 사람은 더 적은 자극을 인지하지만, 일반적으로 큰 소음이나 다른 두드러진 감각 사건에는 여전히 반응할 수 있다.
서파수면 동안 인간은 성장 호르몬을 분비한다. 낮 동안의 잠을 포함한 모든 잠은 프로락틴 분비와 관련이 있다.
수면 중 변화를 모니터링하고 측정하는 주요 생리적 방법으로는 뇌전도 (EEG)를 이용한 뇌파, 안전도 (EOG)를 이용한 눈 움직임, 근전도 검사 (EMG)를 이용한 뼈대근육 활동이 있다. 이러한 측정값을 동시에 수집하는 것을 수면다원검사라고 하며, 전문 수면 실험실에서 수행할 수 있다. 수면 연구자들은 심장 활동을 위해 간소화된 심전도 (EKG)와 운동 활동을 위해 활동량 측정기도 사용한다.

### 수면 중 뇌파
뇌전도에 나타나는 전기 활동은 뇌파를 나타낸다. 특정 주파수에서의 뇌전도 파형의 진폭은 잠을 자거나, 깨어 있거나, 잠이 드는 것과 같은 수면-각성 주기의 다양한 지점에 해당한다. 알파파, 베타파, 세타파, 감마파, 델타파는 모두 수면의 여러 단계에서 나타난다. 각 파형은 다른 주파수와 진폭을 유지한다. 알파파는 사람이 휴식 상태에 있지만 여전히 완전히 의식이 있는 상태에서 나타난다. 눈을 감고 신체 전체가 휴식하며 비교적 움직이지 않는 상태로, 신체가 느려지기 시작하는 시기이다. 사람이 주의를 기울이고 있을 때, 예를 들어 작업을 완료하거나 무언가에 집중하고 있을 때 베타파가 알파파를 대신한다. 베타파는 가장 높은 주파수와 가장 낮은 진폭으로 구성되며, 사람이 완전히 깨어 있을 때 발생한다. 감마파는 사람이 어떤 작업에 고도로 집중하고 있거나 모든 집중력을 사용할 때 나타난다. 세타파는 사람이 깨어 있는 동안 발생하며, 수면 1단계와 2단계로 계속 전환된다. 델타파는 사람이 가장 깊은 잠에 빠져 있을 때 수면 3단계와 4단계에서 나타난다.

### 비렘수면과 렘수면
잠은 크게 두 가지 유형으로 나뉜다: 비렘수면 (non-REM 또는 NREM)과 렘수면 (REM)이다. 비렘수면과 렘수면은 생리학자들이 이를 별개의 행동 상태로 식별할 만큼 매우 다르다. 비렘수면이 먼저 발생하며, 전환기를 거쳐 서파수면 또는 깊은 잠이라고 불린다. 이 단계에서는 체온과 심박수가 떨어지고 뇌는 에너지를 덜 사용한다. 역설적 수면이라고도 알려진 렘수면은 전체 수면 시간 중 더 적은 부분을 차지한다. 이는 꿈(또는 악몽)을 꾸는 주요 시기이며, 비동기화된 빠른 뇌파, 안구 운동, 근육 긴장도 상실, 그리고 항상성의 중단과 관련이 있다.
NREM과 REM 수면이 교대하는 수면 주기는 평균 90분이 소요되며, 숙면 시 4~6회 발생한다. 미국 수면 의학회 (AASM)는 NREM을 N1, N2, N3의 세 단계로 나누며, N3는 델타 수면 또는 서파수면이라고도 불린다. 전체 기간은 보통 N1 → N2 → N3 → N2 → REM 순서로 진행된다. 렘수면은 사람이 깊은 잠에서 2단계 또는 1단계로 돌아올 때 발생한다. 밤 초반에 깊은 잠(N3 단계)이 더 많고, 자연 각성 직전의 두 주기에서는 렘수면의 비율이 증가한다.

### 각성

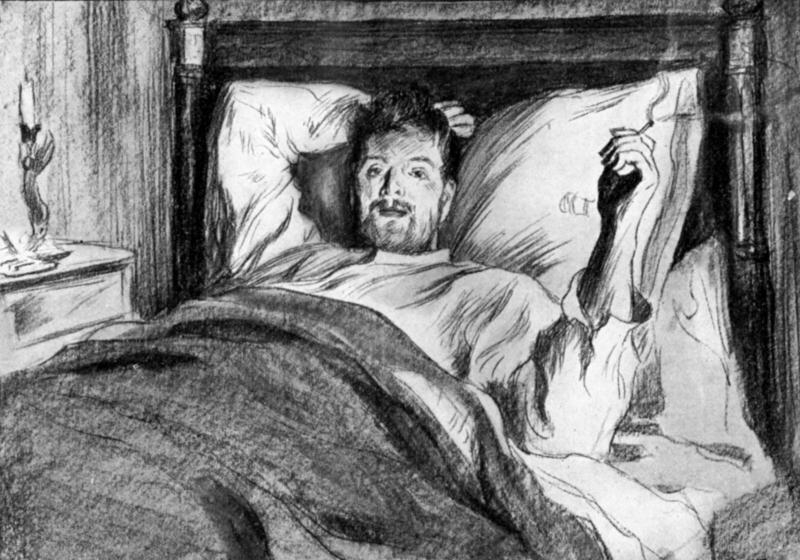
"각성", 레프 톨스토이의 글에 대한 삽화

각성은 잠의 끝을 의미하거나, 단순히 환경을 살피고 다시 잠들기 전에 몸의 자세를 조절하는 순간을 의미할 수 있다. 일반적으로 잠자는 사람은 렘수면 단계가 끝난 직후 또는 때때로 렘수면 중간에 깨어난다. 내부 활동일 주기 지표는 항상성 수면 요구의 성공적인 감소와 함께 일반적으로 각성과 수면 주기의 끝을 가져온다. 각성은 시상에서 시작하여 대뇌 피질 전체로 퍼지는 뇌의 전기 활성화 증가를 포함한다.
일반적인 밤잠 동안, 깨어 있는 상태로 보내는 시간은 많지 않다. 뇌전도를 사용하여 수행된 다양한 수면 연구에서 여성은 밤잠 동안 0~1%, 남성은 0~2% 깨어 있는 것으로 밝혀졌다. 성인의 경우, 특히 후기 주기에서 각성 시간이 증가한다. 한 연구에서는 첫 90분 수면 주기에서 3%, 두 번째 주기에서 8%, 세 번째 주기에서 10%, 네 번째 주기에서 12%, 다섯 번째 주기에서 13~14%의 각성 시간이 나타났다. 이 각성 시간의 대부분은 렘수면 직후에 발생했다.
오늘날 많은 사람들은 자명종으로 잠에서 깨어나지만, 알람 없이도 특정 시간에 안정적으로 잠에서 깰 수 있다. 많은 사람들은 평일과 휴일에 매우 다르게 잠을 자는데, 이러한 패턴은 만성적인 활동일 주기 불일치를 초래할 수 있다. 많은 사람들이 잠자리에 들기 전에 규칙적으로 텔레비전이나 다른 화면을 보는데, 이는 활동일 주기 방해를 악화시킬 수 있는 요인이다. 수면에 대한 과학적 연구는 각성 시 수면 단계가 수면 관성을 증폭시키는 중요한 요인임을 보여주었다.
잠에서 깨어난 후 각성의 결정 요인에는 수면의 양/질, 전날의 신체 활동, 탄수화물이 풍부한 아침 식사, 그리고 이에 대한 낮은 혈당 반응이 포함된다.

## 시간
수면 시간은 활동일 주기 (과정 C), 수면-각성 항상성 (과정 S), 그리고 어느 정도는 개인의 의지에 의해 조절된다.

### 활동일 주기

인간의 "생체 시계"

수면 시간은 활동일 주기 시계, 즉 과정 C의 호르몬 신호에 크게 좌우된다. 과정 C는 유기체의 환경으로부터 신호를 사용하여 내부 일주기 리듬을 재현하는 복잡한 신경화학적 시스템이다. 과정 C는 낮 동안 (주행성 동물에서) 수면에 대한 항상성 추진력을 상쇄하고 밤에는 이를 증가시킨다. 시교차 상핵 (SCN)은 이 과정에 가장 중요한 연결고리로 간주되지만, 신체 전체에서 이차적인 시계 시스템이 발견되었다.
활동일 주기 시계가 외부 신호에 해당하는 규칙적인 리듬을 보이는 유기체를 동조되었다고 한다. 동조된 리듬은 외부 신호가 갑자기 사라져도 지속된다. 동조된 인간이 일정한 빛이나 어둠이 있는 벙커에 고립되면, 24시간을 약간 초과하는 주기로 체온과 멜라토닌이 주기적으로 증가하고 감소하는 것을 계속 경험할 것이다. 과학자들은 이러한 조건을 활동일 주기 리듬의 자유 실행이라고 부른다. 자연 조건에서는 빛 신호가 이 주기를 정기적으로 하향 조정하여 지구의 정확한 24시간과 더 잘 일치하도록 한다.
활동일 주기 시계는 신체에 지속적인 영향을 미치며, 대략 36.2°C와 37.2°C 사이에서 사인파적인 체온 진동에 영향을 미친다. 시교차 상핵 자체는 주관적인 낮 (즉, 정확하든 아니든 낮에 해당하는 리듬의 부분) 동안 강화되고 주관적인 밤 동안 거의 사라지는 뚜렷한 진동 활동을 보인다. 시교차 상핵의 활동일 주기 조절기는 송과선에 직접적인 신경 연결을 가지고 있으며, 송과선은 밤에 멜라토닌 호르몬을 분비한다. 코르티솔 수치는 일반적으로 밤새 증가하여 각성 시간에 최고조에 달하며 낮 동안 감소한다. 활동일 주기 프로락틴 분비는 특히 여성에서 늦은 오후에 시작되며, 이후 수면 유도 분비에 의해 강화되어 밤중에 최고조에 달한다. 활동일 주기 리듬은 밤에 성장 호르몬 분비에 일부 영향을 미친다.
활동일 주기 리듬은 회복적인 수면 에피소드의 이상적인 타이밍에 영향을 미친다. 밤 동안 졸음이 증가한다. 렘수면은 활동일 주기 내에서 체온이 최소일 때 더 많이 발생하며, 서파수면은 활동일 주기 시간과 더 독립적으로 발생할 수 있다.
내부 활동일 주기 시계는 빛의 변화에 깊은 영향을 받는데, 이는 빛이 시간 정보를 제공하는 주된 단서이기 때문이다. 밤에 소량의 빛에 노출되는 것만으로도 멜라토닌 분비를 억제하고 체온과 각성도를 증가시킬 수 있다. 활동일 주기에서 적절한 순간에 짧은 빛 자극은 내부 시계를 크게 '재설정'할 수 있다. 특히 블루라이트는 가장 강력한 효과를 발휘하며, 잠자리에 들기 전 화면 사용이 수면을 방해할 수 있다는 우려를 낳고 있다.
현대인은 일(특히 야간 근무), 장거리 여행, 보편적인 실내 조명의 영향으로 인해 내부 활동일 주기 시계와 동기화되지 않는 경우가 많다. 심지어 수면 부채가 있거나 졸음을 느끼더라도, 사람들은 활동일 주기 최고점에서 잠을 유지하는 데 어려움을 겪을 수 있다. 반대로, 주기 최저점에서는 잠에서 깨는 데 어려움을 겪을 수 있다. 햇빛에 동조된 건강한 젊은 성인은 (대부분의 기간 동안) 일몰 몇 시간 후에 잠들고, 오전 6시에 최저 체온을 경험하며, 일출 몇 시간 후에 잠에서 깨어날 것이다.

### 과정 S
일반적으로, 유기체가 깨어 있는 시간이 길수록 잠을 자야 할 필요성("수면 부채")을 더 많이 느낀다. 이러한 수면 유도 요인을 과정 S라고 한다. 잠과 각성 사이의 균형은 항상성이라는 과정에 의해 조절된다. 유도되거나 인지된 수면 부족을 수면 박탈이라고 한다.
과정 S는 글리코젠 고갈과 전뇌에 아데노신 축적에 의해 유도되며, 이는 복외측시각교차전핵의 억제를 해제하여 상행망상활성계의 억제를 허용한다.
수면 부족은 일반적으로 전두엽 피질의 뇌파를 느리게 하고, 주의 집중 시간을 단축시키며, 불안을 높이고, 기억력을 손상시키며, 까다로운 기분을 유발하는 경향이 있다. 반대로, 충분히 휴식을 취한 유기체는 기억력과 기분이 향상되는 경향이 있다. 신경생리학적 및 기능적 신경영상 연구는 뇌의 전두엽 영역이 항상성 수면 압력에 특히 반응성이 높다는 것을 보여주었다.
얼마나 많은 수면 부채가 축적될 수 있는지, 그리고 수면 부채가 개인의 평균 수면 시간 또는 다른 기준에 대해 축적되는지에 대한 의견 불일치가 있다. 또한 최근 수십 년 동안 선진국에서 성인의 수면 부채 유병률이 눈에 띄게 변했는지도 불분명하다. 수면 부채는 누적되는 경향을 보인다. 그러나 주관적으로는 깨어난 후 30시간이 지나면 최대 졸음에 도달하는 것으로 보인다. 서구 사회에서는 아이들이 예전보다 잠을 덜 자는 경향이 있을 가능성이 높다.
수면 부채의 신경화학적 지표 중 하나는 아데노신으로, 이는 각성과 관련된 많은 신체 과정을 억제하는 신경전달물질이다. 아데노신 수치는 장시간 각성 동안 피질과 기저 전뇌에서 증가하며, 수면-회복 기간 동안 감소하여 잠의 항상성 조절기 역할을 할 수 있다. 커피, 차, 기타 카페인 공급원은 일시적으로 아데노신의 효과를 차단하여 수면 잠복기를 연장하고 총 수면 시간과 질을 감소시킨다.

### 사회적 시간 조절
인간은 또한 다른 사람들이 깨어 있는 시간, 작업이 요구되는 시간, 시계의 시간 등과 같은 사회적 시간의 측면에 영향을 받는다. 동일 지역의 사람들을 위해 시간을 통일하는 데 사용되는 표준 시간인 시간대는 해가 뜨고 지는 자연 현상과 대략적으로만 일치한다. 시간대의 대략적인 특성의 극단적인 예는 과거 다섯 시간대에 걸쳐 있었으나 현재는 공식적으로 한 시간대 (UTC+8)만 사용하는 중국이다.

### 분포
다상수면에서는 유기체가 24시간 주기로 여러 번 잠을 자는 반면, 단상수면에서는 한 번에 모든 잠을 잔다. 실험 조건에서 인간은 할 일이 없을 때 수면과 각성 사이를 더 자주 번갈아 가며 (즉, 더 많은 다상수면을 보인다) 경향이 있다. 실험 조건에서 14시간의 어둠이 주어졌을 때, 인간은 어둠 시간의 시작과 끝에 집중된 두 번의 수면 기간을 가진 이중 수면을 하는 경향이 있었다. 인간의 이중 수면은 산업 혁명 이전에는 더 흔했다.
"일찍 일어나는 새"와 "밤 올빼미"와 같은 다양한 특유의 수면 패턴을 시간유형이라고 한다. 유전학과 성별은 시간유형에 어느 정도 영향을 미치지만, 습관도 그러하다. 시간유형은 또한 사람의 일생 동안 변할 수 있다. 7세 아동은 15세 아동보다 아침에 일찍 일어나는 경향이 더 강하다. 정상 범위를 훨씬 벗어나는 시간유형은 활동일 주기 수면 장애라고 불린다.

#### 낮잠
낮잠은 낮 동안 취할 수 있는 짧은 수면 기간으로, 종종 필요한 양의 휴식을 취하기 위함이다. 낮잠은 종종 어린 시절과 관련되지만, 미국 성인의 약 3분의 1은 매일 낮잠을 잔다. 최적의 낮잠 시간은 약 10~20분인데, 연구자들은 가장 깊은 수면 기간인 서파수면에 진입하는 데 최소 30분이 걸린다는 것을 입증했기 때문이다. 너무 오랫동안 낮잠을 자고 서파 주기에 진입하면 낮잠에서 깨어나기 어렵고 피로감을 느끼게 될 수 있다. 이 졸음 기간을 수면 관성이라고 한다.

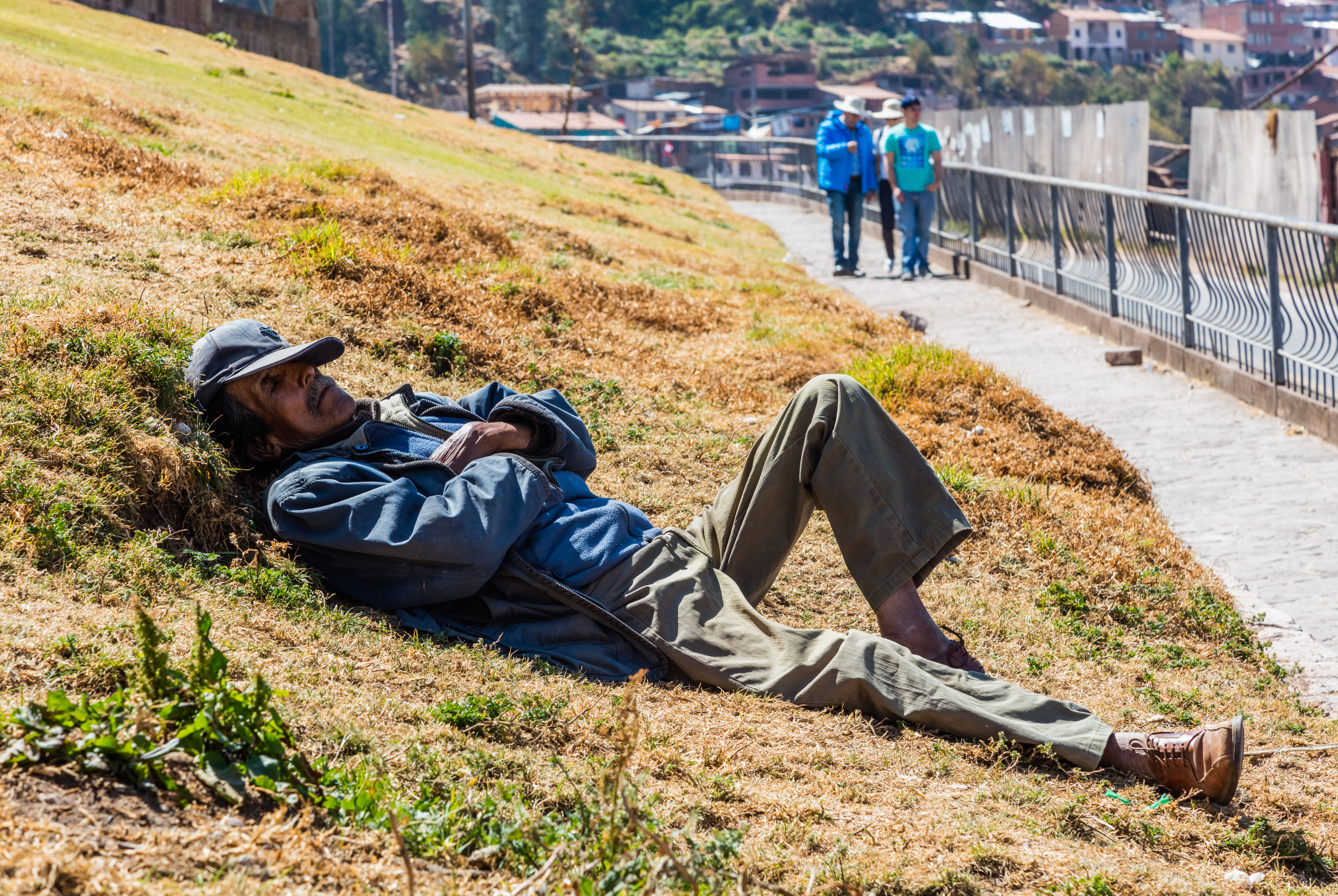
페루, 산 크리스토발에서 낮잠을 자는 남자

시에스타 습관은 최근 관상 동맥 사망률을 37% 낮추는 것과 관련이 있는데, 이는 낮잠을 통해 심혈관 스트레스가 감소하기 때문일 수 있다. 한 연구에서는 한낮의 짧은 낮잠과 가벼운 저녁 운동이 노년층의 수면, 인지 과제 및 정신 건강 개선에 효과적이라는 사실을 발견했다.

### 유전학
일란성 쌍둥이(하지만 이란성 쌍둥이는 아님)는 유사한 수면 습관을 갖는 경향이 있다. 특정 유전자에 의해 생산되는 분자인 신경전달물질은 수면에 영향을 미치는 유전적 요인 중 하나로 분석될 수 있다. 활동일 주기 시계는 자체 유전자 세트를 가지고 있다. 수면에 영향을 미칠 수 있는 유전자로는 ABCC9, DEC2, 도파민 수용체 D2 및 PAX 8과 VRK2 근처의 변이체가 있다. 후자는 주로 상관관계를 탐지하는 GWAS 연구에서 발견되었지만 (반드시 인과 관계는 아님), 다른 유전자들은 더 직접적인 효과를 보이는 것으로 나타났다. 예를 들어, 다이하이드로피리미딘 탈수소효소 (Dpyd)가 없는 쥐는 야간에 야생형 쥐보다 78.4분 적게 잠을 잤다. Dpyd는 유라실과 티미딘을 억제성 신경전달물질인 베타-알라닌으로 이화하는 대사 경로에서 속도 제한 효소를 암호화한다. 이는 또한 베타-알라닌이 쥐의 수면을 촉진하는 신경전달물질로서의 역할을 지지한다.

#### 단시간 수면 유전자
DEC2, ADRB1, NPSR1, GRM1 유전자는 단시간 수면을 가능하게 하는 데 관련이 있다.

### 질
수면의 질은 객관적 및 주관적 관점에서 평가될 수 있다. 객관적 수면의 질은 사람이 잠들고 수면 상태를 유지하는 것이 얼마나 어려운지, 그리고 하룻밤 동안 몇 번 깨어나는지를 나타낸다. 좋지 않은 수면의 질은 수면의 여러 단계 사이의 전환 주기를 방해한다. 주관적 수면의 질은 잠에서 깨어난 후 상쾌하고 회복된 느낌을 나타낸다. A. 하비 외(2002)의 연구에 따르면 불면증 환자는 수면 문제가 없는 사람보다 수면의 질 평가에 더 엄격한 것으로 나타났다.
항상성 수면 경향 (마지막 충분한 수면 에피소드 이후 경과한 시간에 따른 수면 필요성)은 만족스러운 수면을 위해 활동일 주기 요소와 균형을 이루어야 한다. 활동일 주기 시계의 해당 메시지와 함께, 이것은 신체에 잠이 필요하다고 알려준다. 타이밍은 다음 두 가지 활동일 주기 표지가 수면 에피소드의 중간 이후와 각성 이전에 나타날 때 정확하다. 멜라토닌 호르몬의 최대 농도와 최소 핵심 체온.

## 이상적인 시간

미국 질병통제예방센터(CDC)의 권장 수면 시간은 나이가 들수록 감소한다.

수면 박탈의 주요 건강 영향, 수면으로 인한 정상적인 유지가 손상됨을 나타낸다

인간의 수면 필요량은 나이와 개인에 따라 다르다. 잠은 주간 졸음이나 기능 장애가 없을 때 적절하다고 간주된다. 또한, 자가 보고된 수면 시간은 활동량 측정기로 측정한 실제 수면 시간과 중간 정도의 상관관계만 있으며, 수면 상태 오인증에 영향을 받는 사람들은 일반적으로 8시간 동안 잠을 잤음에도 불구하고 4시간만 잤다고 보고할 수 있다.
연구자들은 매일 밤 6~7시간의 수면이 인간의 장수 및 심장 건강과 관련이 있다고 밝혔지만, 이러한 관계의 인과관계에는 많은 근본적인 요인이 관련되어 있을 수 있다.
수면 장애는 또한 우울증, 알코올 의존증, 양극성 장애와 같은 정신과 질환과 관련이 있다. 우울증 성인의 최대 90%가 수면 문제를 겪는 것으로 나타났다. 뇌전도에서 감지된 조절 장애에는 수면 연속성 장애, 델타 수면 감소, 수면 잠복기, 밤새 분포 및 안구 운동 밀도와 관련된 렘수면 패턴 변화가 포함된다.
수면 시간은 계절에 따라 달라질 수도 있다. 최대 90%의 사람들이 겨울에 수면 시간이 길어진다고 보고하며, 이는 계절성 정동 장애를 더 심화시킬 수 있다.

### 어린이

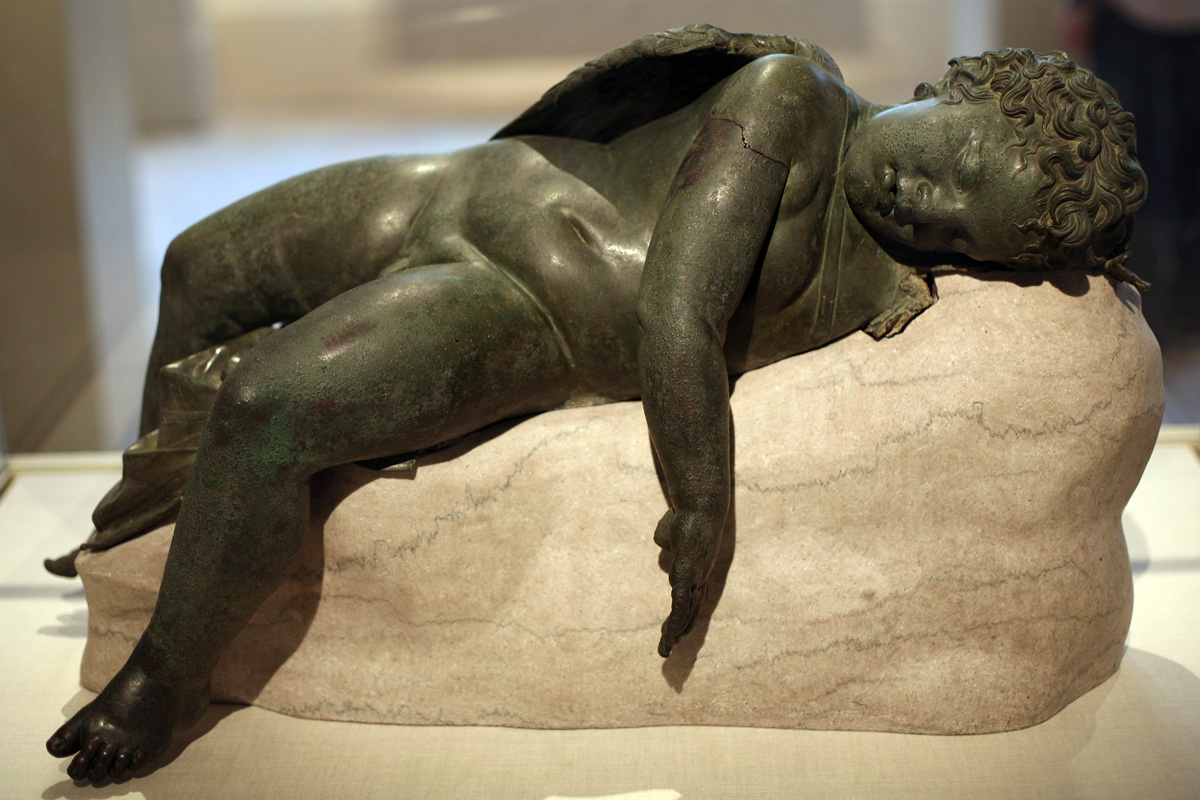
에로스의 청동상, 기원전 3세기~기원후 1세기 초

영아는 두 살이 되면 뇌 크기가 성인 뇌의 90%에 도달하며, 이 뇌 성장의 대부분은 수면율이 가장 높은 시기에 일어난다. 어린이들이 잠을 자는 시간은 인지 과제 수행 능력에 영향을 미친다. 밤새 잠을 자고 밤에 깨는 에피소드가 거의 없는 아이들은 다른 아이들보다 인지 성취도가 높고 기질이 더 온순하다.
잠은 언어 발달에도 영향을 미친다. 이를 확인하기 위해 연구자들은 영아에게 가짜 언어를 가르치고 해당 언어 규칙에 대한 회상을 관찰했다. 언어를 배운 후 4시간 이내에 잠을 잔 영아는 언어 규칙을 더 잘 기억한 반면, 더 오래 깨어 있던 영아는 해당 규칙을 잘 기억하지 못했다. 또한 영아의 어휘력과 수면 사이에는 관계가 있는데, 12개월에 밤잠을 더 오래 잔 영아는 26개월에 어휘력이 더 좋았다.
어린이들은 구조화된 취침 시간 습관으로부터 큰 이점을 얻을 수 있다. 이는 가족마다 다를 수 있지만, 일반적으로 취침 동화 읽기, 목욕, 양치질과 같은 일련의 의식을 포함하며, 부모가 아이에게 자기 전에 포옹이나 키스와 같은 애정을 표현하는 것도 포함할 수 있다. 취침 시간 습관에는 아이가 잠자리에 들 준비가 되어야 하는 일관된 시간도 포함된다. 신뢰할 수 있는 취침 시간 습관은 아이의 수면의 질을 향상시키는 데 도움이 될 뿐만 아니라 미래에 건강한 수면 위생 습관을 만들고 유지하도록 준비시키는 데도 도움이 된다.

### 권장 수면 시간

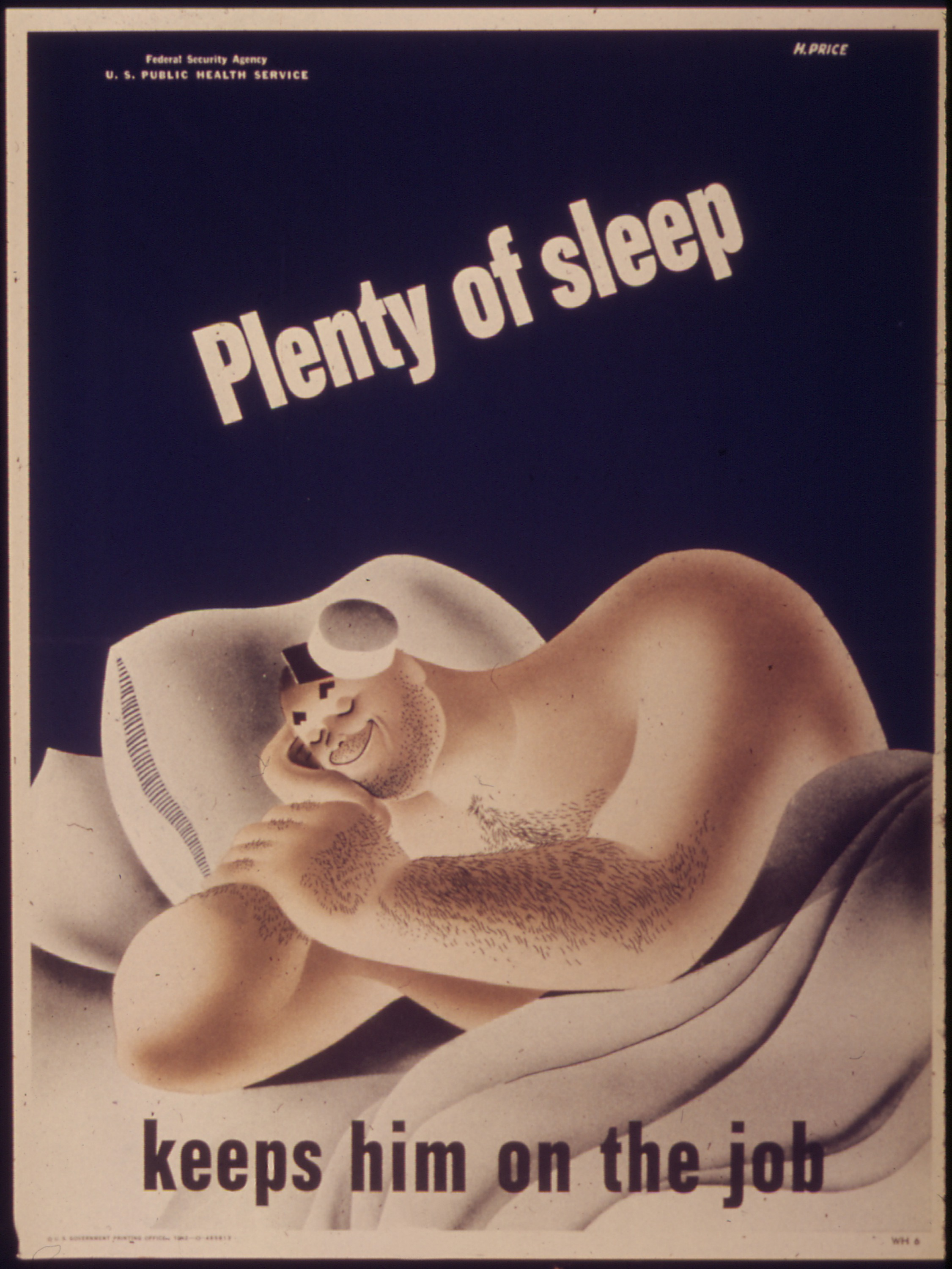
미국 정부가 발행한 제2차 세계 대전 포스터

어린이는 적절하게 발달하고 기능하기 위해 하루에 많은 시간 잠을 자야 한다. 신생아는 최대 18시간까지 잠을 자야 하며, 나이가 들수록 수면 시간은 감소한다. 2015년 초, 2년간의 연구 후, 미국의 국립수면재단은 아래 표와 같이 새롭게 개정된 권장 사항을 발표했다.
| 연령 및 상태         | 수면 필요량 |
| -------------------- | ----------- |
| 신생아 (0~3개월)     | 14~17시간   |
| 영아 (4~11개월)      | 12~15시간   |
| 유아 (1~2세)         | 11~14시간   |
| 미취학 아동 (3~4세)  | 10~13시간   |
| 학령기 아동 (5~12세) | 9~11시간    |
| 청소년 (13~17세)     | 8~10시간    |
| 성인 (18~64세)       | 7~9시간     |
| 노년층 (65세 이상)   | 7~8시간     |

## 기능

### 회복
수면 중 뇌는 뇌척수액의 흐름을 증가시켜 각성 상태보다 더 빠른 속도로 대사 산물을 제거하는 것으로 나타났다. 이 제거 메커니즘은 글림프계인 것으로 보인다. 이 시스템은 림프계가 신체에 하는 역할을 뇌에 수행한다. 추가 연구에 따르면 글림프계는 호르몬의 파동에 의해 구동되며, 이는 다시 혈류의 급증을 일으켜 뇌척수액이 흐르면서 대사 산물을 운반하도록 한다.
잠은 뇌를 대사 산물로부터 회복하고 보호하는 데 도움이 되는 분자 합성을 촉진할 수 있다. 성장 호르몬과 같은 동화 호르몬은 주로 수면 중에 분비된다. 뇌의 글리코젠 농도는 수면 중에 증가하고 각성 중에 대사를 통해 고갈된다.
인간 유기체는 수면 중에 신체적으로 회복하며, 이는 주로 서파수면 중에 발생하며 이 동안 체온, 심박수, 뇌 산소 소비량이 감소한다. 뇌와 신체 모두에서 물질대사율 감소는 상쇄적인 회복 과정을 가능하게 한다. 신체는 수면으로부터 이점을 얻지만, 뇌는 실제로 회복을 위해 수면이 필요하며, 이러한 과정은 신체의 나머지 부분에서는 조용한 각성 상태에서도 일어날 수 있다. 잠의 본질적인 기능은 뇌에 대한 회복 효과일 수 있다. "잠은 뇌의, 뇌에 의한, 뇌를 위한 것이다." 또한, 이는 아무리 작더라도 거의 모든 뇌를 포함한다. 잠은 가장 인지적으로 미발달된 동물을 포함하여 대부분의 동물 왕국에서 필요한 행동으로 관찰되며, 이는 잠이 가장 근본적인 뇌 과정, 즉 신경 발화에 필수적임을 시사한다. 이는 기억 통합이나 꿈과 같은 다른 수면 기능이 필요하지 않을 때에도 잠이 필수적임을 보여준다.

### 기억 처리
수면이 장기 기억 형성과 일반적으로 이전 학습 및 경험 회상을 지원해야 한다는 것은 널리 받아들여져 왔다. 그러나 그 이점은 수면 단계와 기억 유형에 따라 달라지는 것으로 보인다. 예를 들어, 초기 및 후기 야간 수면과 각성 통제 조건에서 적용된 선언적 및 절차적 기억 회상 과제는 선언적 기억이 초기 수면 (SWS 지배) 동안 더 많이 향상되는 반면, 절차적 기억은 후기 수면 (렘수면 지배) 동안 더 많이 향상된다는 것을 보여주었다.
선언적 기억과 관련하여 SWS의 기능적 역할은 이전에 인코딩된 신경 패턴의 해마 재생과 관련이 있는데, 이는 장기 기억 통합을 촉진하는 것으로 보인다. 이 가정은 능동 시스템 통합 가설에 기반을 두고 있으며, 이 가설은 NREM 수면 중 느린 진동 동안 해마에서 새로 인코딩된 정보가 반복적으로 재활성화되는 것이 피질 수준에서 선언적 기억의 안정화 및 기존 지식 네트워크와의 점진적인 통합을 중재한다고 주장한다. 이 가설은 해마가 정보를 일시적으로만 빠르게 학습하는 속도로 보유할 수 있는 반면, 신피질은 장기 저장 및 느린 학습 속도와 관련이 있다고 가정한다. 해마와 신피질 간의 이러한 대화는 해마 날카로운 파동 리플 및 시상-피질 방추와 병렬적으로 발생하며, 이는 장기 기억 형성에 필수적인 방추-리플 이벤트 형성을 유도한다.
기억의 재활성화는 각성 중에도 발생하며, 그 기능은 새로 인코딩된 정보로 재활성화된 기억을 업데이트하는 것과 관련이 있는 반면, SWS 중의 재활성화는 기억 안정화에 중요하다고 제시된다. 수면 중 기억 흔적을 유발하기 위해 연관된 기억 단서를 사용하는 표적 기억 재활성화(TMR) 실험을 기반으로, 여러 연구는 피질 네트워크에서 지속적인 기억 형성에 대한 야간 재활성화의 중요성을 재확인했을 뿐만 아니라 선언적 회상 시 사람들의 기억 능력을 향상시킬 가능성을 강조했다.
게다가 야간 재활성화는 각성 중 재활성화와 동일한 신경 진동 패턴을 공유하는 것으로 보이며, 이 과정은 세타 활동에 의해 조정될 수 있다. 각성 중에는 세타 진동이 기억 과제의 성공적인 수행과 자주 관련되어 왔으며, 수면 중 유도된 기억 재활성화는 유도되지 않은 자극에 비해 유도된 자극의 후속 인식에서 세타 활동이 유의하게 더 강하다는 것을 보여주었는데, 이는 아마도 수면 중 유도를 통해 기억 흔적과 어휘 통합이 강화됨을 나타낼 수 있다. 그러나 기억 통합을 위한 TMR의 유익한 효과는 유도된 기억이 사전 지식과 관련될 수 있는 경우에만 발생하는 것으로 보인다.

### 꿈

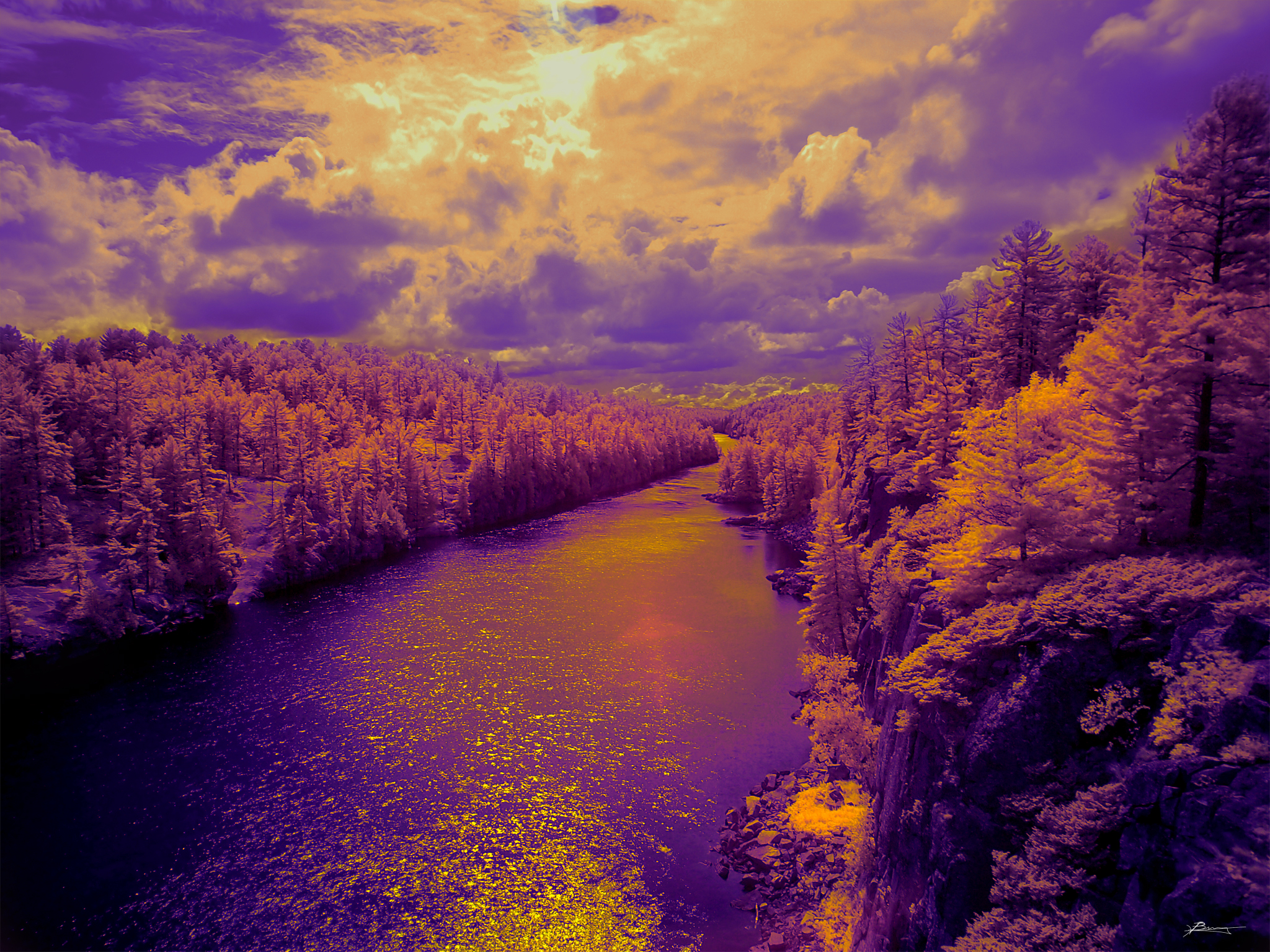
꿈은 종종 현실과 같지만, 초현실주의가 더해진 느낌이다.

잠을 자는 동안, 특히 렘수면 중에는 꿈을 꾸는 경향이 있다. 꿈은 잡기 어렵고 대부분 예측 불가능한 1인칭 경험으로, 꿈을 꾸는 동안에는 논리적이고 현실적으로 느껴지지만, 깨어난 후 평가할 때 자주 나타나는 기이하고 비이성적이며 초현실적인 특성을 가진다. 꿈은 종종 사람의 마음속에 있는 개념, 상황, 사람, 사물을 자연스럽게 결합시키는데, 이들은 일반적으로 함께 어울리지 않는 것들이다. 꿈은 특히 시각과 움직임과 같은 모든 종류의 명백한 감각을 포함할 수 있다.
꿈은 깨어난 후 기억에서 빠르게 사라지는 경향이 있다. 어떤 사람들은 꿈일기를 작성하는데, 이는 꿈을 기억하는 능력을 향상시키고 자각몽을 경험하는 능력을 촉진하는 데 도움이 된다고 믿는다.
자각몽은 꿈꾸는 사람이 꿈을 꾸는 동안 자신이 꿈을 꾸고 있다는 것을 자각하는 꿈의 한 유형이다. 예비 연구에서, 꿈꾸는 사람들은 눈 움직임이나 얼굴 근육 신호를 통해 실험자와 의식적으로 소통할 수 있었고, 복잡한 질문을 이해하고 작업 기억을 사용할 수 있었다.
사람들은 꿈의 기능에 대해 많은 가설을 제시해 왔다. 지그문트 프로이트는 꿈이 무의식에 억압된 좌절된 욕망의 상징적 표현이라고 가정했고, 이러한 욕망을 밝혀내기 위해 정신분석학의 형태인 해몽을 사용했다.
직관에 반하게도, 수면 중 음경 발기는 성적인 꿈을 꿀 때보다 다른 꿈을 꿀 때 더 자주 발생하지 않는다. 부교감신경계는 렘수면 중에 활동이 증가하여 음경 또는 음핵의 발기를 유발할 수 있다. 남성의 경우 렘수면의 80%에서 95%가 일반적으로 부분적 또는 완전한 음경 발기를 동반하는 반면, 남성의 꿈 중 성적 내용이 포함된 경우는 약 12%에 불과하다.

## 장애

### 불면증
불면증은 잠들기 어렵거나 잠을 유지하기 어려운 것을 통칭하는 용어이다. 불면증은 가장 흔한 수면 문제로, 많은 성인이 가끔 불면증을 겪는다고 보고하며, 10~15%는 만성적인 상태를 보고한다. 불면증은 심리적 스트레스, 좋지 않은 수면 환경, 불규칙한 수면 일정, 취침 전 과도한 정신적 또는 신체적 자극 등 다양한 원인을 가질 수 있다. 불면증은 종종 규칙적인 수면 일정을 유지하고, 취침 전 자극적이거나 스트레스가 많은 활동을 피하며, 카페인과 같은 자극제 섭취를 줄이는 것과 같은 행동 변화를 통해 치료된다. 수면 환경은 모든 햇빛을 차단하는 두꺼운 커튼을 설치하고, 컴퓨터, 텔레비전, 작업 도구를 침실에서 멀리 두는 것으로 개선될 수 있다.
2010년에 발표된 과학 연구 리뷰에서는 운동이 대부분의 사람들에게 수면을 개선하고 불면증과 같은 수면 장애에 도움이 된다고 제안했다. 운동의 최적 시간은 취침 4~8시간 전일 수 있지만, 잠들기 직전의 격렬한 운동을 제외하고는 하루 중 언제든지 운동하는 것이 유익하다. 그러나 운동과 수면 사이의 관계에 대해 자세한 결론을 도출하기에는 충분한 증거가 부족하다. 앰비엔, 이모반, 루네스타 (일명 "Z-약물")와 같은 비벤조다이아제핀 수면제는 초기에는 이전 세대의 진정제 — 포함하여 벤조다이아제핀 약물 — 보다 더 좋고 안전하다고 여겨졌지만, 현재는 약물동역학 면에서 벤조다이아제핀과 거의 동일하며, 화학 구조상 분자 수준에서만 다르므로 유사한 이점, 부작용 및 위험을 나타내는 것으로 알려져 있다. 백색 잡음은 불면증에 대한 유망한 치료법으로 보인다.

## 수면 건강

### 수면 시간 및 질
수면 시간은 수면의 길이를 측정하는 반면, 수면의 질은 잠들기까지의 속도와 수면이 중단되지 않는지 여부와 같은 요소를 포함한다. 적절한 질의 수면은 더 나은 기분과 정서를 표현하고 빠르게 처리하는 능력과 관련이 있다.
낮은 수면의 질은 심혈관계 질환, 비만증, 정신 질환과 같은 건강 상태와 관련이 있다. 심혈관계 질환을 가진 사람들 사이에서 좋지 않은 수면이 흔하지만, 일부 연구는 좋지 않은 수면이 기여하는 원인이 될 수 있음을 나타낸다. 7시간 미만의 짧은 수면 시간은 관상 동맥 심장 질환 및 관상 동맥 심장 질환으로 인한 사망 위험 증가와 관련이 있다. 9시간 이상의 수면 시간 또한 관상 동맥 심장 질환뿐만 아니라 뇌졸중 및 심혈관계 사건과 관련이 있다.
어린이와 성인 모두에서 짧은 수면 시간은 비만 위험 증가와 관련이 있으며, 여러 연구에서 45~55%의 위험 증가를 보고했다. 수면 건강의 다른 측면들도 낮잠, 수면 시간, 수면 시간의 변동성, 낮은 수면 효율성 등을 포함하여 비만과 관련이 있다. 그러나 수면 시간은 비만에 미치는 영향에 대해 가장 많이 연구된 요인이다.
수면 문제는 정신 질환의 원인 요인이라기보다는 증상으로 자주 간주되어 왔다. 그러나 수면 문제가 정신 질환의 원인이자 증상이라는 증거가 점차 늘어나고 있다. 불면증은 주요 우울 장애의 중요한 예측 인자이다. 17만 명을 대상으로 한 메타분석은 연구 기간 초기에 불면증이 주요 우울 장애의 위험을 두 배 이상 증가시키는 것을 보여주었다. 일부 연구는 또한 불면증과 불안, 외상 후 스트레스 장애, 자살 사이의 상관관계를 나타냈다. 수면 장애는 정신증의 위험을 증가시키고 정신병적 에피소드의 심각성을 악화시킬 수 있다.
수면 연구는 또한 인종과 계층 간의 차이를 보여준다. 짧은 수면과 좋지 않은 수면은 미국에서 백인보다 소수 민족에게서 더 자주 관찰된다. 아프리카계 미국인은 백인보다 짧은 수면 시간을 5배 더 자주 경험한다고 보고하는데, 이는 사회적 및 환경적 요인의 결과일 수 있다. 미국에서 수행된 연구는 불리한 지역(이는 문맥상 아프리카계 미국인 어린이에게 불균형적인 영향을 포함한다)의 어린이들이 더 높은 수면 무호흡증 유병률(및 치료에 대한 반응이 더 나쁨)을 겪는다고 제안했다.

### 수면 위생
수면 건강은 좋은 수면 위생 습관을 통해 개선될 수 있다. 좋은 수면 위생은 몸에 오직 편안한 수면만이 제공할 수 있는 필요한 활력을 주어 신체적, 정신적 건강을 향상시키는 데 도움이 된다. 수면 건강을 개선하는 방법으로는 매일 밤 일정한 시간에 잠자리에 들기, 침실에 텔레비전과 같은 전자 기기 두지 않기, 하루 종일 충분한 운동하기, 잠자리에 들기 몇 시간 전에는 카페인 피하기 등이 있다. 수면 위생을 크게 향상시키는 또 다른 방법은 평화롭고 편안한 수면 환경을 조성하는 것이다. 백색 소음 발생기 같은 것을 사용하여 어둡고 깨끗한 방에서 잠을 자면 편안한 수면을 촉진할 수 있다. 그러나 잡음은 백색 잡음을 제외하고는 수면에 좋지 않을 수 있다.

## 약물 및 식단
잠을 유도하는 약물, 즉 수면제에는 벤조다이아제핀 (이들은 렘수면을 방해함); 루네스타, 소나타, 앰비엔과 같은 비벤조다이아제핀계 수면제; 베나드릴과 독실아민과 같은 항히스타민제; 알코올 (이는 밤늦게 흥분성 반동 효과를 발휘하고 렘수면을 방해함) 바르비투르산계 약물 (동일한 문제점 있음), 멜라토닌 (활동일 주기 시계의 구성 요소) 및 대마초 (이 또한 렘수면을 방해할 수 있음)가 포함된다. 일부 아편계 약물 (모르핀, 코데인, 헤로인, 옥시코돈 포함)도 수면을 유도하며, 수면 구조와 수면 단계 분포를 방해할 수 있다. 내인성으로 생산되는 약물인 감마하이드록시뷰티르산 (GHB)은 인간에게서 자연 수면 구조와 구별할 수 없는 고품질 수면을 유도할 수 있다.
잠을 억제하거나 유도하지 않고 수면 구조를 변경할 수 있는 약물로는 아데노신 길항제인 카페인; 암페타민, 메스암페타민, MDMA, 엠파토젠-엔탁토젠 및 관련 약물; 활동일 주기를 변경할 수 있는 코카인 및 유사한 작용을 하는 메틸페니데이트; 그리고 메커니즘이 잘 알려지지 않은 모다피닐 및 아르모다피닐과 같은 유게로익 약물이 있다. 많은 양의 자극제 카페인을 섭취하면 수면 패턴이 방해되고 때로는 수면 부족이 발생할 수 있다. 이 악순환은 졸음을 유발할 수 있으며, 이는 다음날 깨어 있기 위해 카페인 섭취를 더 많이 하게 만든다. 이 주기는 인지 기능 저하와 전반적인 피로감을 유발할 수 있다.
일부 약물은 수면을 억제하거나 유도하지 않고 수면 구조를 변경할 수 있다. 특정 수면 단계와 관련된 내분비 및 면역계 분비를 증폭하거나 억제하는 약물은 수면 구조를 변경하는 것으로 나타났다. 성장 호르몬 방출 호르몬 수용체 작용제인 MK-677은 노년층의 렘수면과 젊은 성인의 4단계 수면을 약 50% 증가시키는 것으로 나타났다.

### 식단
식단 및 영양 선택은 수면 시간과 질에 영향을 미칠 수 있다. 2016년 한 리뷰에 따르면, 고탄수화물 식단은 고지방 식단보다 수면 시작 시간을 단축하고 수면 시간을 길게 하는 데 도움이 되었다. 2012년 한 연구에서는 양질의 수면을 촉진하기 위해 혼합 미량영양소와 다량영양소가 필요하다고 밝혔다. 신선한 과일과 채소, 낮은 포화 지방 함량, 통곡물을 포함한 다양한 식단은 수면의 질을 개선하려는 개인에게 최적일 수 있다. 역학 연구에 따르면 지중해 식단을 섭취하면 불면증 증상이 줄어들고 수면의 질이 향상된다. 두 연구에서는 타르트 체리 주스가 불면증이나 수면 효율 및 총 수면 시간 증가에 도움이 된다고 밝혔다. 식단이 수면의 질에 미치는 영향을 더 잘 정의하기 위해서는 장기적인 식단 관행에 대한 고품질 임상시험이 필요하다.

## 문화 속에서

### 인류학

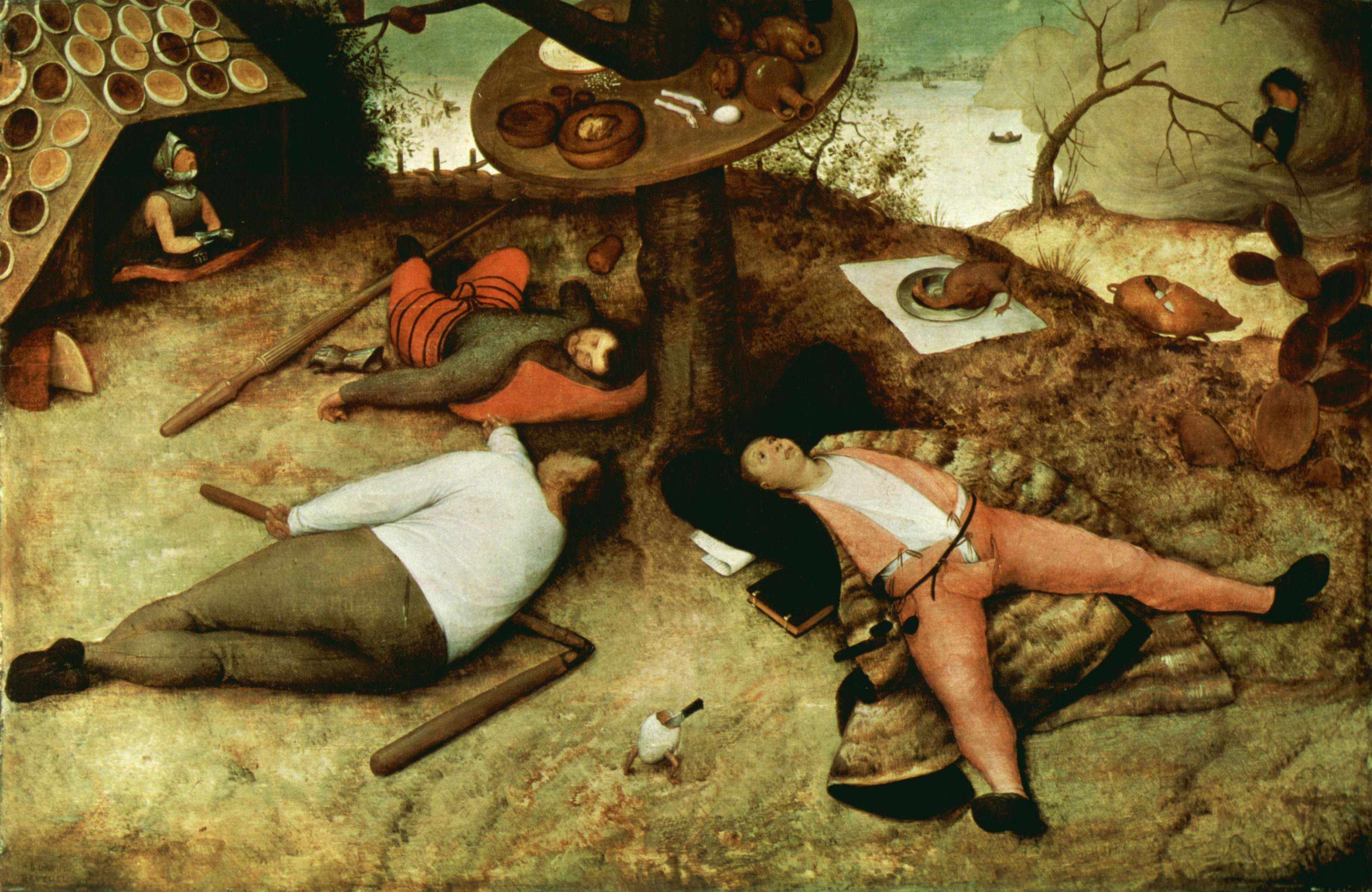
피터르 브뤼헐 더 아우더의 콕헤인의 땅, 1567

연구에 따르면 수면 패턴은 문화마다 크게 다르다. 가장 눈에 띄는 차이는 인공 조명원이 풍부한 사회와 그렇지 않은 사회 사이에서 관찰된다. 주된 차이는 조명 이전의 문화가 더 분절된 수면 패턴을 보인다는 점인 것으로 보인다. 예를 들어, 인공 조명이 없는 사람들은 해가 진 후 훨씬 일찍 잠자리에 들지만, 밤새 여러 번 깨어나 잠을 깨는 기간을 두세 시간 지속하기도 한다. 산업 혁명 이전 유럽에서는 이분 수면(이모드 수면)이 일반적인 것으로 간주되었다. 수면 시작 시간은 정해진 취침 시간이 아니라 할 일이 있는지 여부에 따라 결정되었다.
이러한 사회에서는 잠과 각성 사이의 경계가 모호하다. 일부 관찰자들은 이러한 사회에서 야간 수면이 주로 깊은 수면으로 특징지어지는 첫 번째 기간과 렘수면으로 특징지어지는 두 번째 기간의 두 가지 주요 기간으로 나뉜다고 믿는다.
일부 사회에서는 사람들이 하루 종일 짧은 시간 동안 여러 번 잠을 자는 분절된 수면 패턴을 보인다. 많은 유랑민 또는 수렵채집사회에서는 사람들이 상황에 따라 낮이나 밤에 잠시 잠을 자고 깨기를 반복한다. 산업화된 서구 사회에서는 19세기 중반부터 인공 조명이 풍부하게 보급되었고, 조명이 도입된 모든 곳에서 수면 패턴이 크게 변했다. 일반적으로 사람들은 밤새 더 집중적으로 잠을 자며, 훨씬 늦게 잠자리에 들지만, 항상 그런 것은 아니다. 라마단 기간 동안 많은 무슬림은 밤이 아닌 낮에 잠을 잔다.
일부 사회에서는 사람들이 적어도 한 명의 다른 사람(때로는 여러 명) 또는 동물과 함께 잠을 잔다. 다른 문화권에서는 친밀한 파트너 외에는 거의 아무와도 함께 잠을 자지 않는다. 거의 모든 사회에서 수면 파트너는 사회적 기준에 따라 엄격하게 규제된다. 예를 들어, 어떤 사람은 직계 가족, 대가족, 배우자 또는 연인, 어린이, 특정 연령의 어린이, 특정 성별의 어린이, 특정 성별의 동료, 친구, 동등한 사회적 지위의 동료 또는 아무와도 함께 잠을 자지 않을 수 있다. 수면은 수면 그룹에 따라 소음이나 활동에 제한 없이 적극적으로 사회적인 시간일 수 있다.
사람들은 다양한 장소에서 잠을 잔다. 어떤 사람들은 맨땅에서 잠을 자고, 다른 사람들은 가죽이나 담요 위에서 잠을 자며, 또 다른 사람들은 플랫폼이나 침대에서 잠을 잔다. 어떤 사람들은 담요를 덮고, 어떤 사람들은 베개를 베고, 어떤 사람들은 간단한 머리 받침대를 사용하며, 어떤 사람들은 머리 지지대가 전혀 없이 잠을 잔다. 이러한 선택은 기후, 포식자로부터의 보호, 주택 유형, 기술, 개인 선호도, 해충 발생률 등 다양한 요인에 의해 결정된다.

### 신화와 문학 속에서

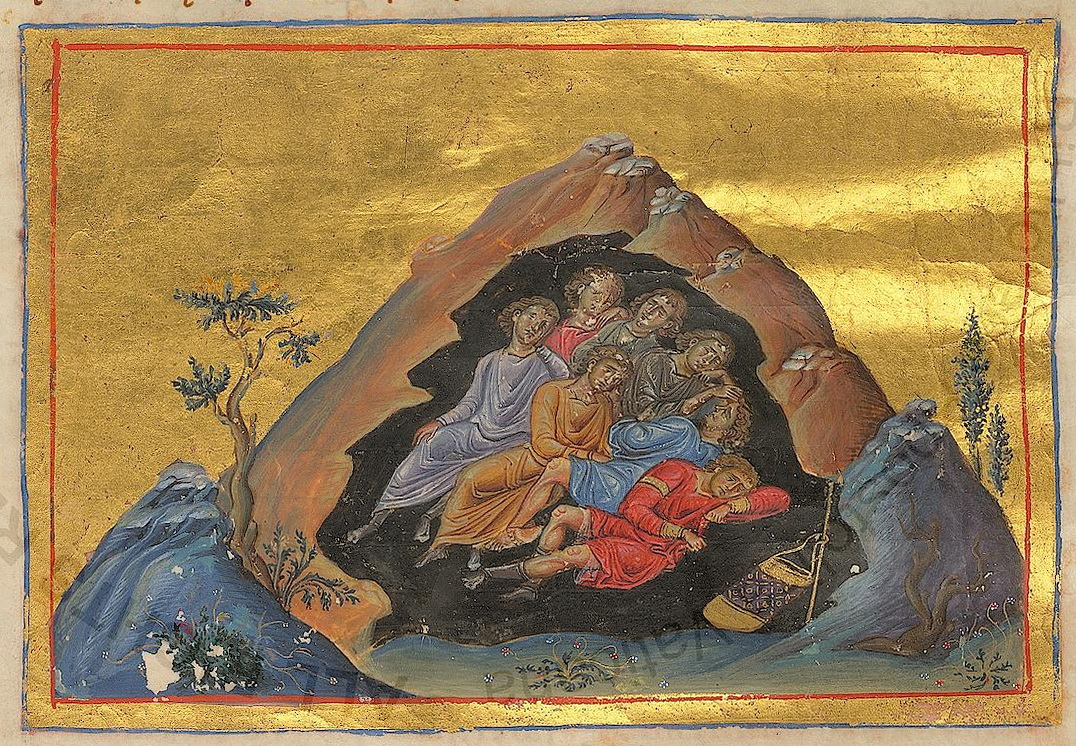
바실리우스 2세의 메놀로기온 (서기 985년)에 실린 중세 채식 사본, 에페소스의 일곱 잠자는 사람들이 동굴에서 잠들어 있는 모습

잠은 고대부터 문화권에서 죽음과 유사하게 여겨져 왔다. 그리스 신화에서 잠의 신인 히프노스와 죽음의 신인 타나토스는 모두 밤의 여신 닉스의 자식이라고 전해진다. 존 던, 새뮤얼 테일러 콜리지, 퍼시 비시 셸리, 존 키츠 및 기타 시인들은 모두 잠과 죽음의 관계에 대한 시를 썼다. 셸리는 이들을 "둘 다 너무나도 지나가고, 이상하고, 경이롭다!"고 묘사한다. 키츠 또한 "삶이 그저 꿈일 뿐일 때, 죽음이 잠이 될 수 있을까"라는 질문을 던진다. 많은 사람들은 잠을 자다 죽는 것이 가장 평화로운 죽음의 방법이라고 생각한다. "큰 잠"과 "편히 잠들다"와 같은 문구는 종종 죽음을 언급할 때 사용되며, 이는 죽음의 최종성을 완화하려는 노력일 수 있다. 잠과 꿈은 때때로 환상적인 경험을 제공하는 것으로 여겨져 왔다. 중세 아일랜드 전통에서는 필리 시인이 되기 위해 임바스 포로스나이라는 의식을 거쳐 예언적이고 황홀한 잠에 들어야 했다.
많은 문화 이야기에서는 사람들이 오랜 시간 잠들어 있는 것에 대한 이야기가 전해져 내려온다. 이 이야기들 중 가장 오래된 것은 고대 그리스의 크노소스의 에피메니데스 전설이다. 전기 작가 디오게네스 라에르티오스에 따르면, 에피메니데스는 그리스 섬 크레타의 양치기였다. 어느 날, 그의 양 한 마리가 사라져 그가 찾아 나섰지만, 피곤하여 이다산 아래 동굴에서 잠이 들었다. 그가 깨어났을 때, 그는 양을 계속 찾았지만 찾을 수 없었다. 그래서 그는 옛 농장으로 돌아갔는데, 그곳이 새로운 소유주에게 넘어간 것을 발견했다. 그는 고향으로 갔지만, 아무도 그를 알지 못한다는 것을 알게 되었다. 마침내 그는 이제 노인이 된 남동생을 만났고, 그가 동굴에서 57년 동안 잠들어 있었다는 것을 알게 되었다.
오늘날 "오랜 잠"의 훨씬 더 유명한 예는 기독교의 전설인 에페소스의 일곱 잠자는 사람들이다. 이 전설에서는 일곱 명의 기독교인들이 이교 시대에 박해를 피해 동굴로 도망쳤지만, 잠이 들었다가 360년 후에 깨어나 로마 제국이 이제 주로 기독교 국가가 되었다는 사실에 놀란다. 미국의 작가 워싱턴 어빙의 단편 소설 "립 밴 윙클"은 1819년 그의 단편집 신사 제프리 크레용의 스케치북에 처음 출판되었는데, 식민지 시대 미국의 립 밴 윙클이라는 남자가 캐츠킬산맥 중 한 곳에서 잠이 들었다가 미국 독립 혁명 후 20년이 지나 깨어나는 이야기이다. 이 이야기는 현재 미국 문학의 가장 위대한 고전 중 하나로 여겨진다.

### 의식 및 철학 연구에서
변성 의식 상태로서 꿈 없는 깊은 잠은 동물/인간의 의식과 감각질을 조사하는 방법으로 사용되어 왔다. 살아있는 잠자는 뇌가 깨어 있는 상태와 다른 점, 그리고 그 전환기에 대한 통찰은 인간의 주관적 경험, 즉 흔히 철학, 신경철학 (또는 경우에 따라 종교 및 유사한 접근 방식)의 영역으로 위임되는 소위 의식의 어려운 문제에 대한 잠재적 설명을 암시할 수 있다.

### 예술에서
의사이자 수면 연구자인 메이어 크라이거(Meir Kryger)는 예술에서 잠의 주제적 표현에 대해 "예술가들은 신화, 꿈, 종교적 주제, 잠과 죽음의 유사성, 보상, 의식적 통제의 포기, 치유, 순수함과 평온함의 묘사, 그리고 에로틱한 것에 강한 매력을 느낀다"고 썼다.

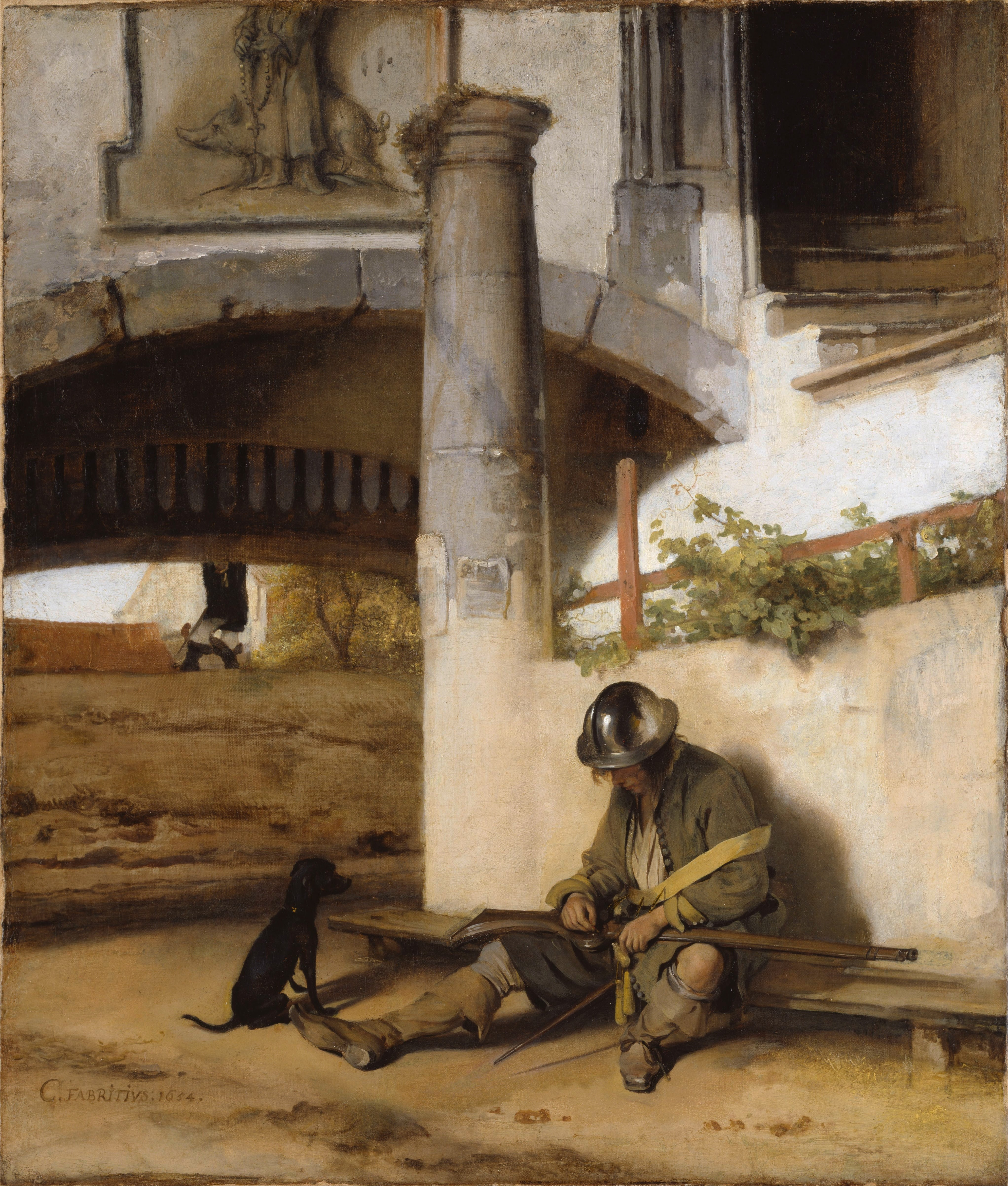
보초병 (1654) 카렐 파브리티우스
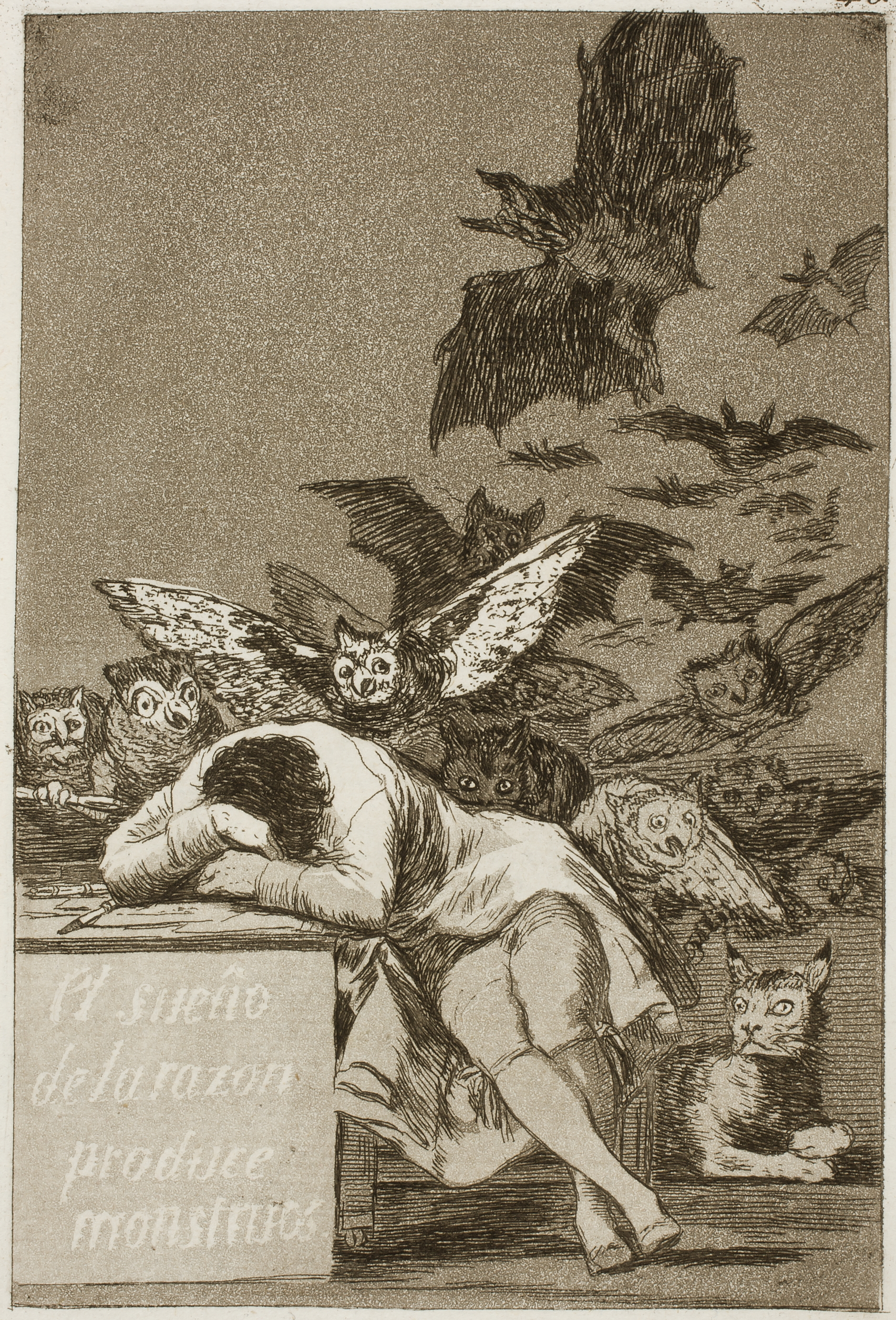
이성의 잠은 괴물을 낳는다 (1799) 프란시스코 고야
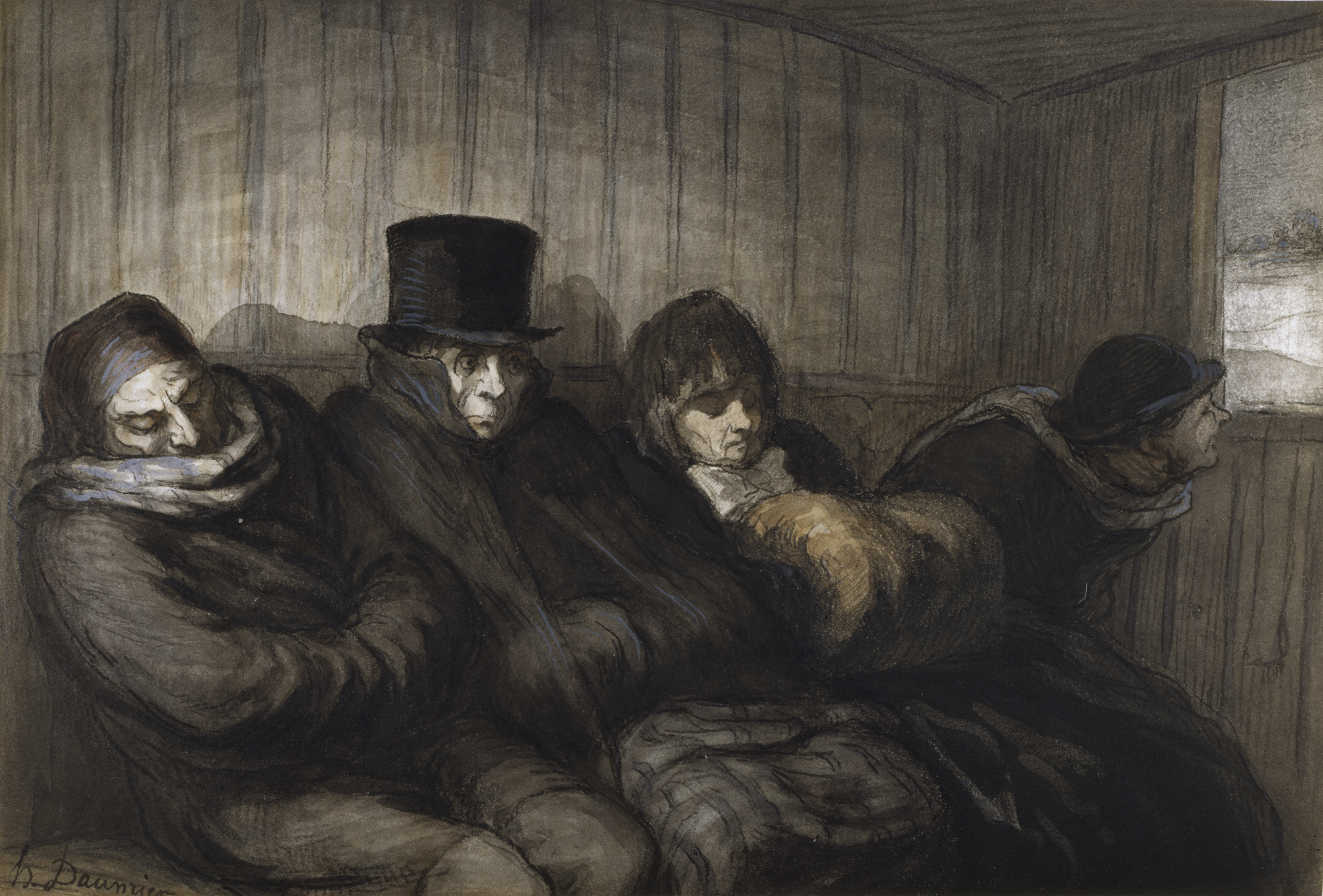
두 번째 칸 (1864) 오노레 도미에
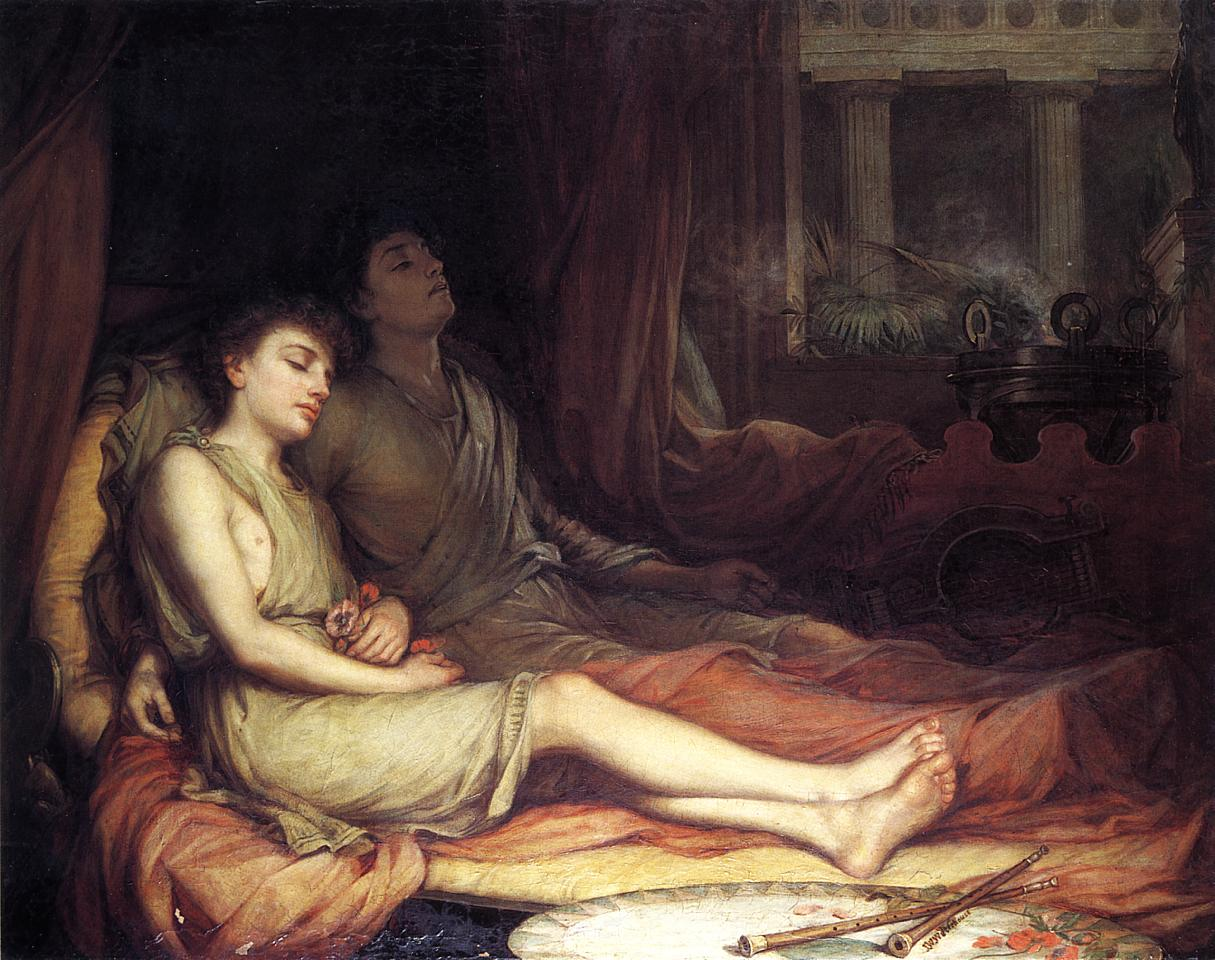
잠과 그의 이복형제 죽음 (1874) 존 윌리엄 워터하우스
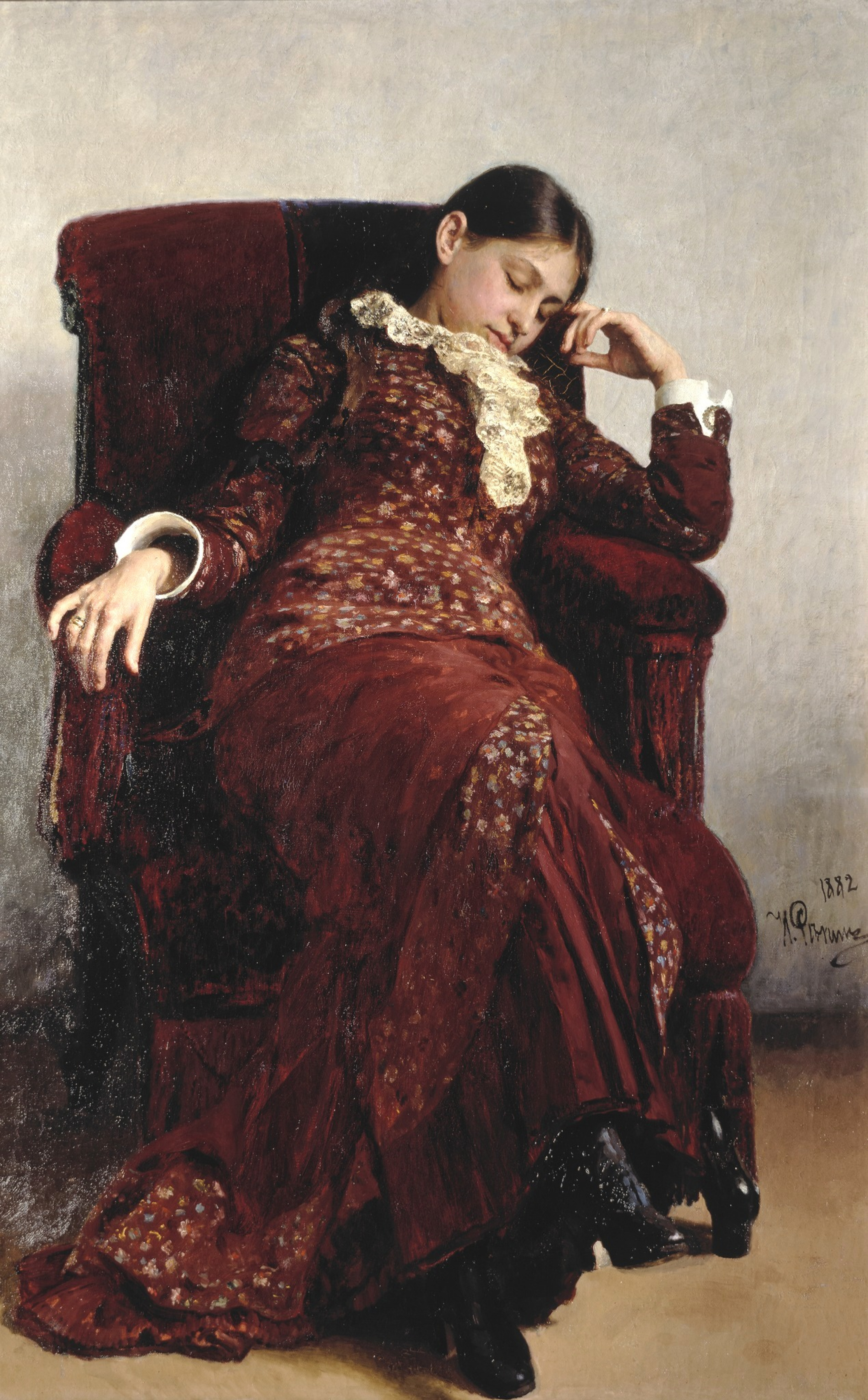
휴식 (1882) 일리아 레핀
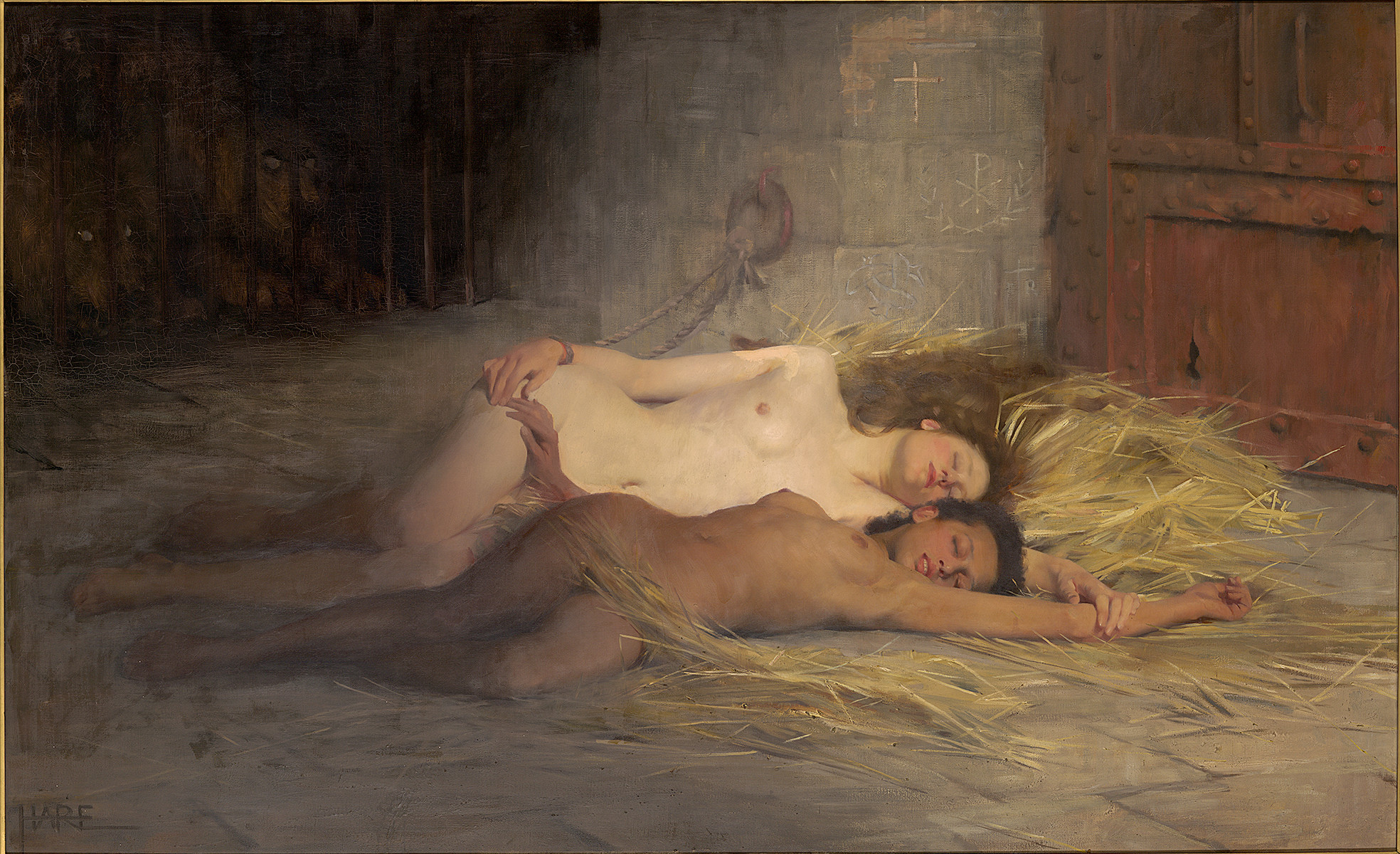
신앙의 승리 (1891) 성 조지 헤어
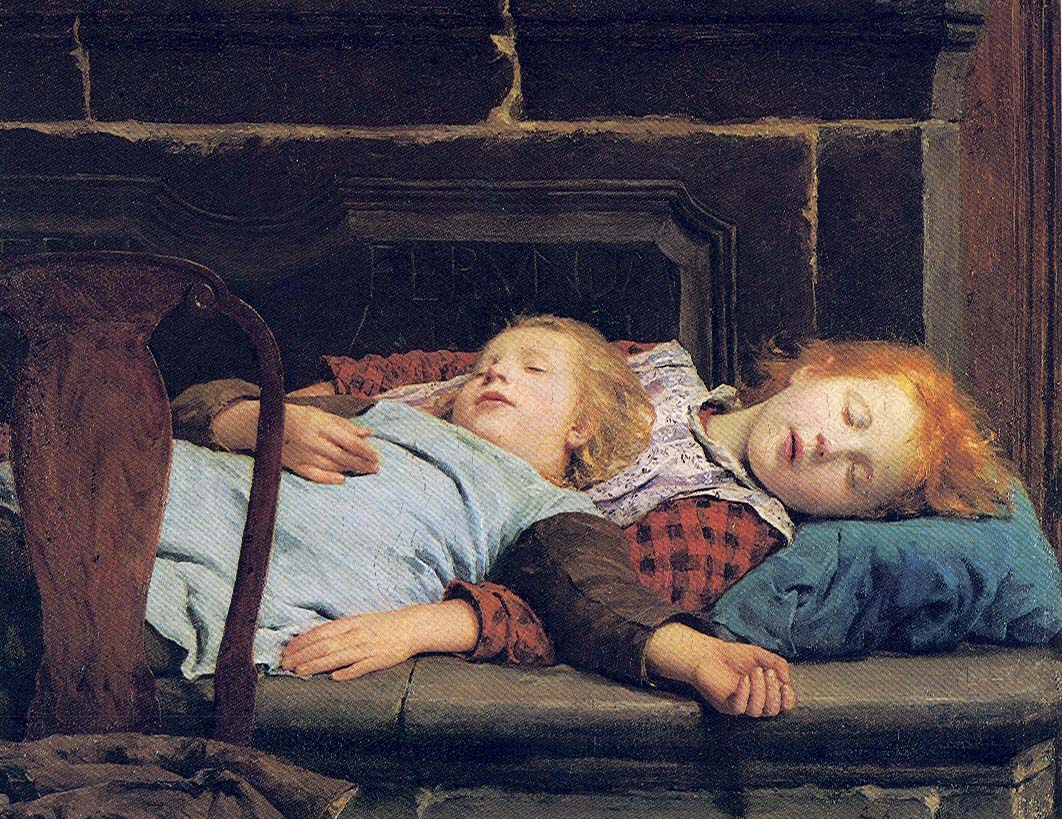
난로 위의 두 잠자는 소녀 (1895) 알베르트 앙커
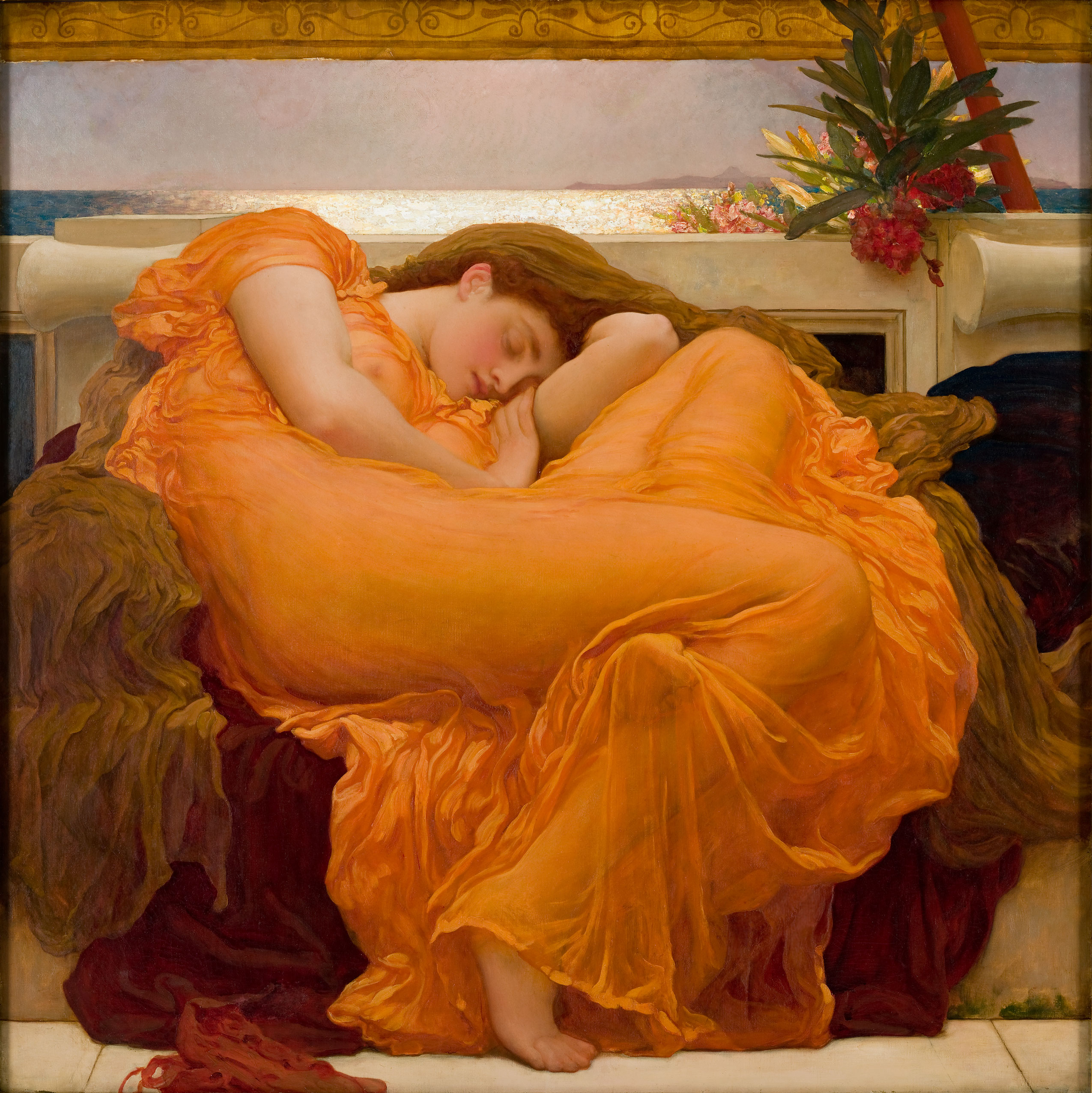
불타는 6월 (c. 1895) 프레더릭 레이턴
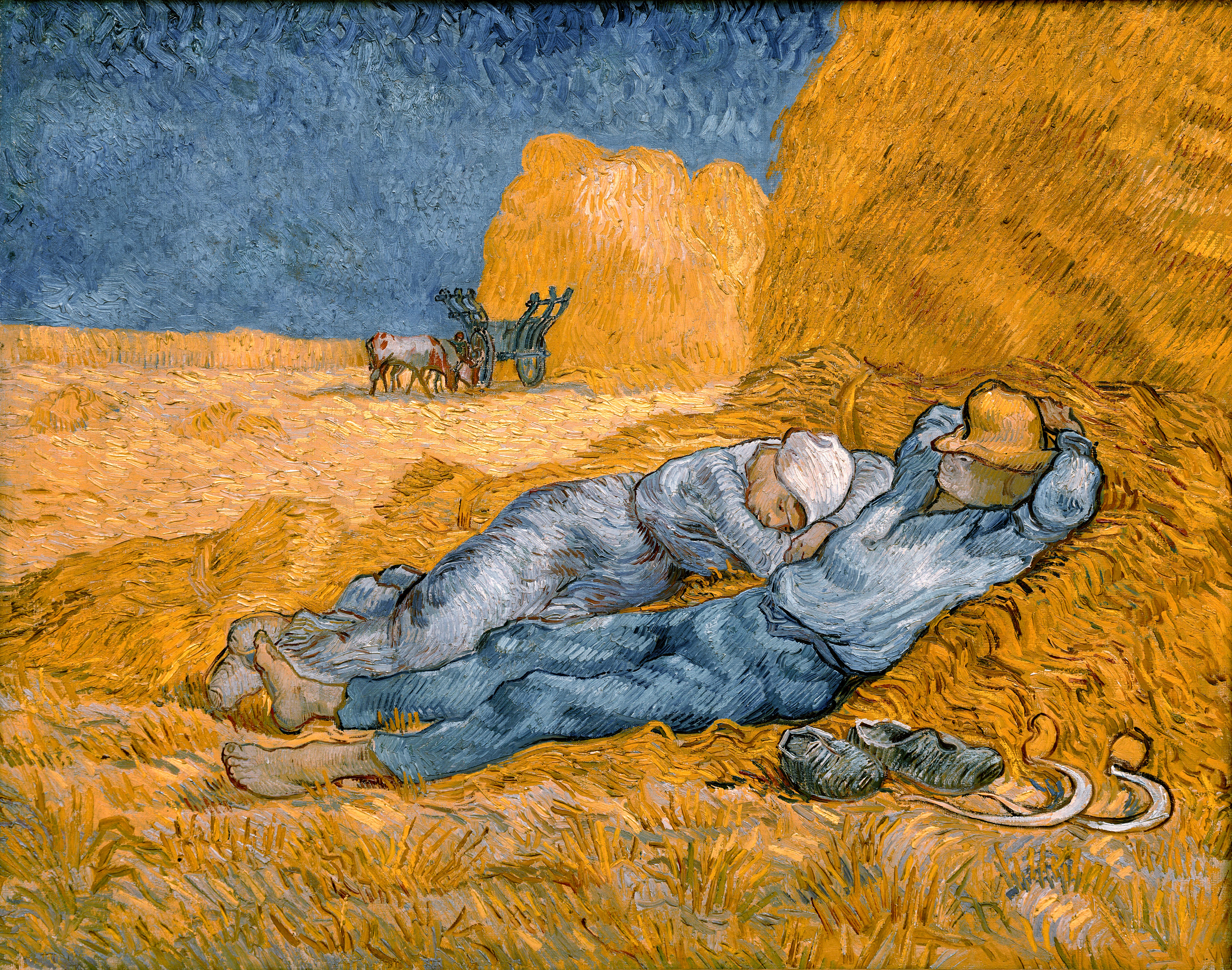
정오 – 일하다 쉬는 시간 (1890) 빈센트 반 고흐 (원작: 장프랑수아 밀레)
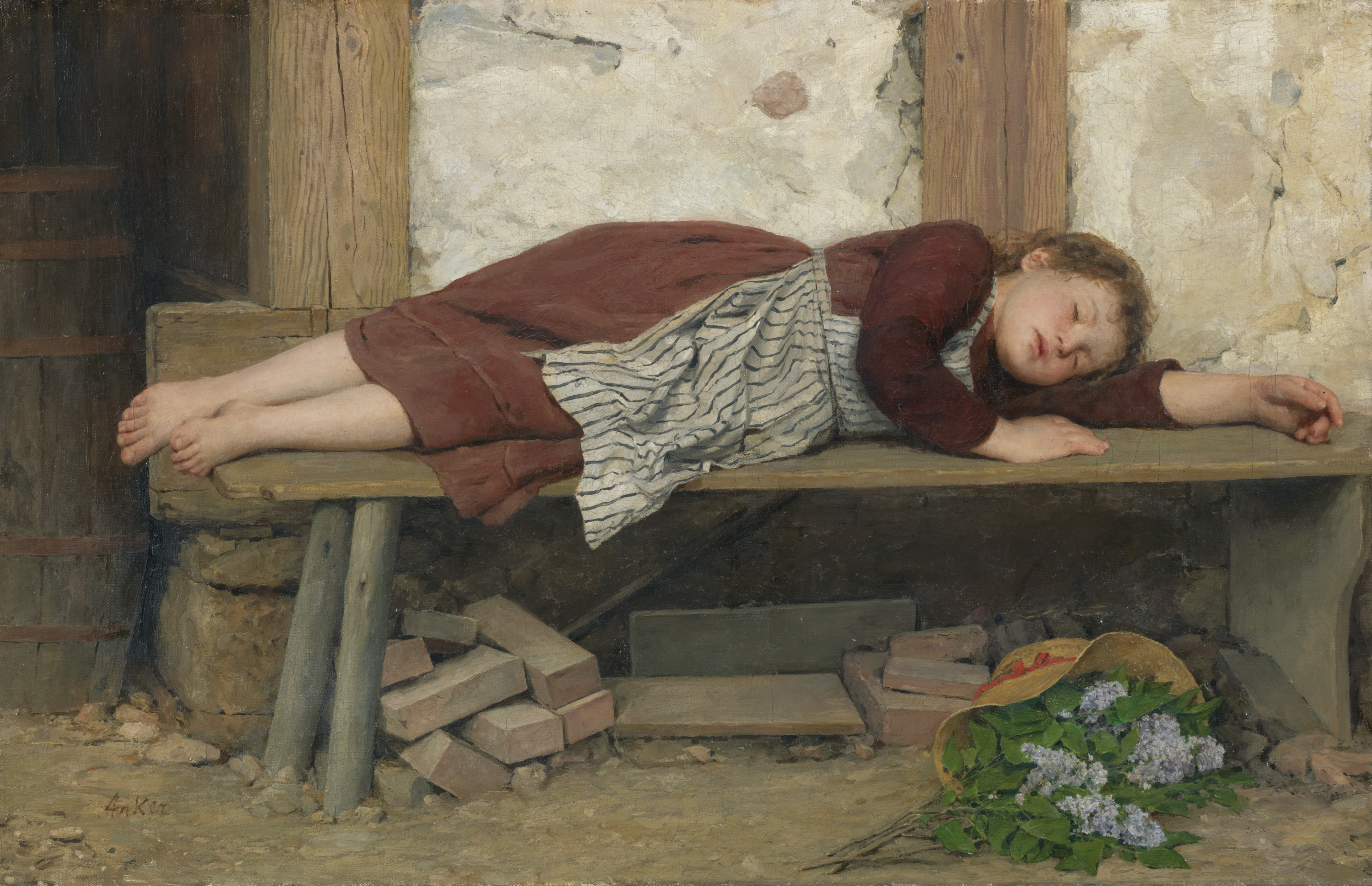
나무 벤치에 잠자는 소녀 알베르트 앙커

## 같이 보기
- 꿈
- 겨울잠
- 불면증
- 기면증
- 졸림
- 수면 부채
- 잠꼬대
- 벼락치기 공부